# Littérature suisse
 (septembre 2011).

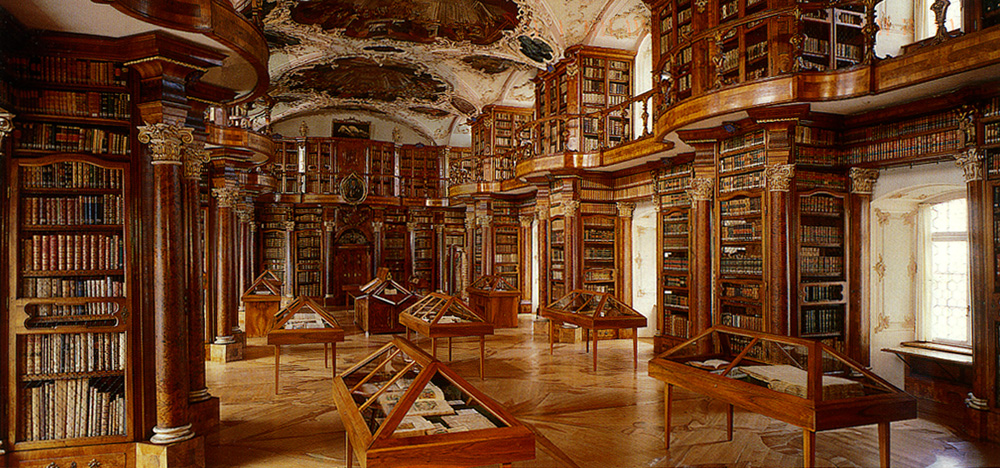
Bibliothèque de l'abbaye de Saint-Gall.

La littérature suisse est la littérature d’expression alémanique, romande, suisse-italienne et romanche composée par des auteurs suisses. En raison de la multiplicité des langues en Suisse, il n'existe pas de littérature en  langue vernaculaire, mais il existe quatre traditions littéraires autonomes.
Alors que le Pacte fédéral de 1291 est écrit en latin, les alliances ultérieures ainsi que les documents concernant la Confédération comme telle sont rédigés en allemand. Jusqu'en 1798, la Confédération des XIII cantons est presque exclusivement germanophone, la littérature suisse (si l'une quelconque de ses branches pouvait être qualifiée ainsi) serait donc la littérature en langue allemande. La littérature germanophone est bien plus abondante, plus ancienne et plus « nationale » que celle de la région francophone, qui ne devient suisse qu'au début du XIXe siècle. Même si au XVIIIe siècle le français devient la langue à la mode à Berne, Bâle ou à Zurich et que l'influence des régions périphériques francophones s'accroît, Genève et Lausanne ne sont « suisses » que de loin : Genève en tant qu'allié et le Pays de Vaud en tant que sujet.
Les littératures écrites italophone et romanche sont moins fournies.

## Identité nationale et littérature
La notion de « langue nationale » apparaît à la fin du XVIIIe siècle, avec l'idée qu'une littérature écrite dans une même langue puisse servir de support de l'identité nationale.
En Suisse aussi, la question fait débat : faute d'arguments linguistiques, les partisans d'une littérature « nationale » suisse insistent sur ses thèmes communs : la nature et le monde rural. Le Vaudois Philippe-Sirice Bridel (1757-1845) tente de créer une poésie nationale suisse d'expression française, transcendant l'identité cantonale, où les Alpes constituent le thème dominant. Ces théories n'aboutissent pas à une production littéraire significative. Gottfried Keller, (1819-1890) rejette l'idée d'une littérature spécifiquement suisse qui ne se réfère pas aux grandes entités linguistiques allemande, française ou italienne.
À l'approche de la Première Guerre mondiale, il apparaît nécessaire de combler le fossé culturel entre les régions linguistiques du pays. En 1910, le livre Histoire de la littérature suisse restaure l'image d'une unité littéraire de la Suisse, avec les parties allemande et latine indépendantes « mais en se nourrissant du même esprit, mais en sacrifiant au même idéal ». Edmond Gilliard (1875-1969) s'y oppose en mettant en avant l'importance primordiale de la langue par rapport à tous les autres critères de classification. Il revendique la spécificité d'une littérature authentiquement vaudoise. Dans les années 1930, la prétention nationale des littératures suisses s'affirme à nouveau.
Au début du XXIe siècle, le terme de littérature nationale n'est plus remis en cause. Même si des liens entre littérature et nation restent d'actualité, la valeur culturelle du plurilinguisme suisse est admise.

### Littérature patriotique

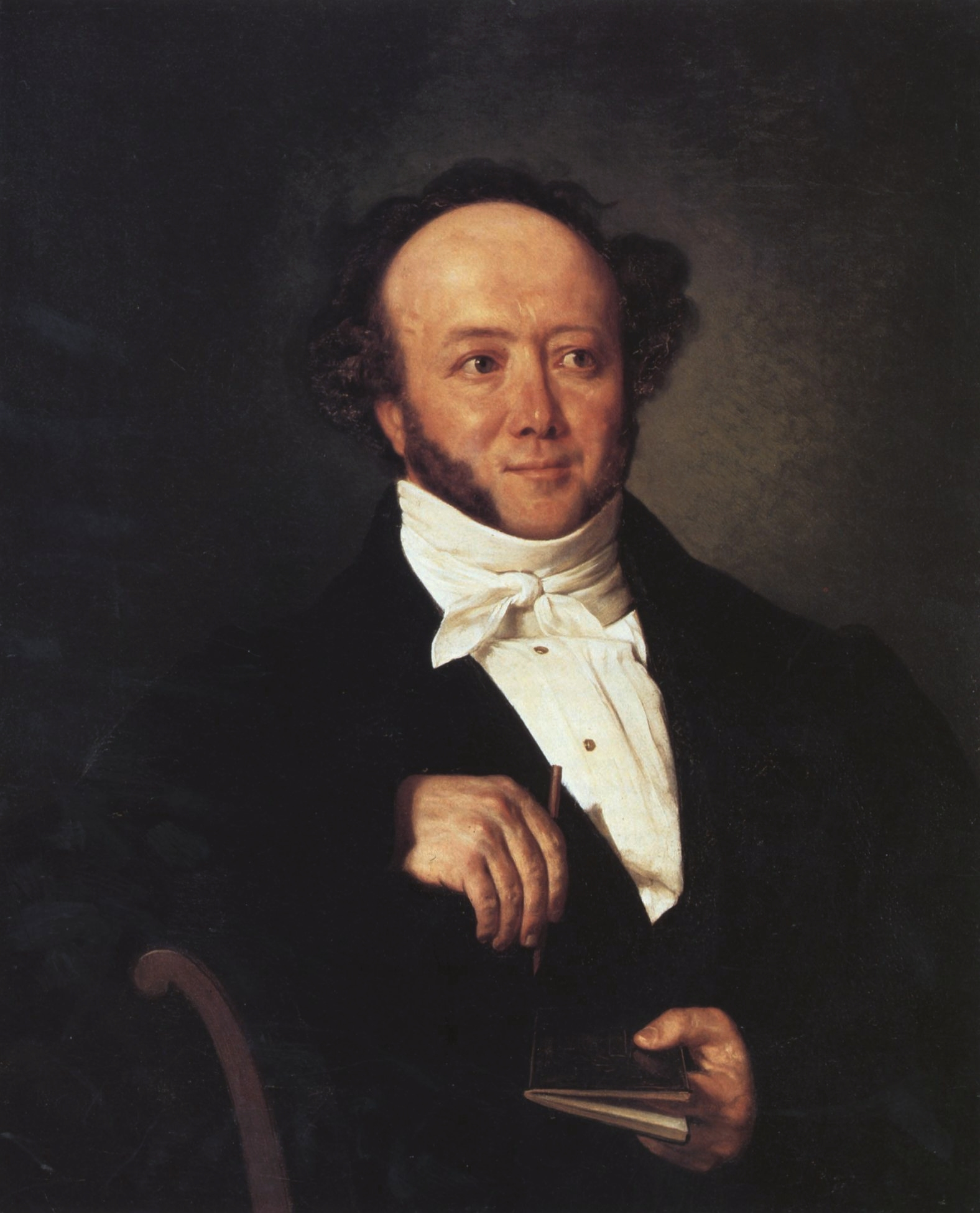
Jeremias Gotthelf (1797-1854)

À la fin du XIXe siècle, des personnalités du monde littéraire et des arts s'insurgent contre la démolition de bâtiments historiques et la modernisation des vieilles villes. Ces critiques sont à l'origine du Heimatschutz, courant idéologique reposant sur l'idéalisation de la vie rurale et de l'agriculture traditionnelle. La nature et tout particulièrement les Alpes occupent une place centrale en raison de leur fonction identitaire. La « littérature de la patrie » (Heimatliteratur) réunit les auteurs se réclamant de ce courant, attaché à la nature et aux traditions populaires, et se distingue par son idéalisation de la patrie.
Le roman patriotique et le roman montagnard participent de ce genre littéraire qui s'adresse à la petite bourgeoisie et aux personnes des classes moyennes urbaines. Les précurseurs sont les récits de village rédigés à l'époque du Biedermeier, comme Romeo et Juliette au village de Gottfried Keller (1855) et le roman paysan comme Uli, le valet de ferme de Jeremias Gotthelf (1840).
En Suisse alémanique, la description de la vie rurale constitue un sujet majeur et se prolonge au XXe siècle. Après cette première phase d'évocation du terroir, la Heimatliteratur est considérée pour une grande part comme littérature de gare.
Après la Seconde Guerre mondiale, ce genre littéraire populaire survit dans les romans feuilletons, le théâtre et le cinéma, ainsi que dans des séries télévisées, évoluant dès lors vers une littérature de masse. Les principaux représentants sont Jakob Bosshart, Heinrich Federer, Jakob Christoph Heer, Alfred Huggenberger, Meinrad Lienert et Ernst Zahn, qui écrivent également en dialecte alémanique. Certains ouvrages, comme ceux de Huggenberger, furent abusivement utilisés à des fins idéologiques. Aux Grisons, on trouve Maurus Carnot (1865-1935) (Bündnerblut (Sang grison), 1902).
Dès la seconde moitié du XIXe siècle, la production littéraire suisse romande s'efforce également de se démarquer des courants modernes : des auteurs comme Urbain Olivier (1810-1888) et Adolphe Ribaux (1864-1915) reviennent aux thèmes locaux, la description du milieu campagnard et des valeurs populaires et conservatrices.
Le canton du Tessin connaît aussi un retour aux valeurs traditionnelles avec des écrivains comme Giuseppe Zoppi (1896–1952) et Francesco Chiesa (1871-1973) ou Angelo Nessi (1873-1932), sans pour autant avoir une idéologie définie.

### Littérature pour la jeunesse

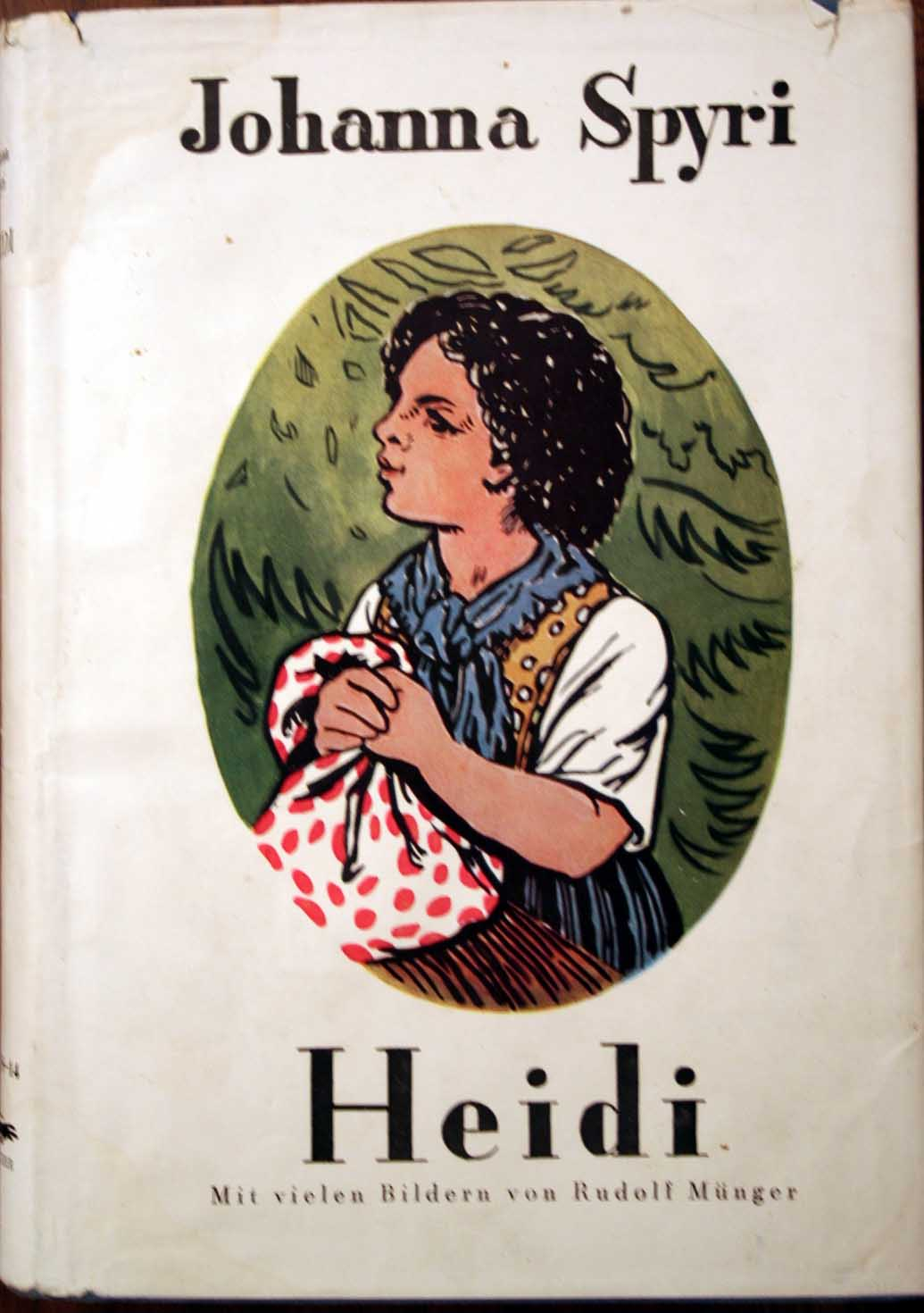
Johanna Spyri : Heidi (1880)

Les auteurs suisses de littérature pour la jeunesse sont en majorité germanophones.
Se référant à Jean-Jacques Rousseau (1712 - 1778), des périodiques et recueils illustrés destinés aux enfants, visant à leur communiquer des connaissances et une capacité de discernement, apparaissent vers la fin du XVIIIe siècle. Johann Rudolph Schellenberg (1740-1806) et Johann Heinrich Lips créent les illustrations du Manuel élémentaire d'éducation (1770) de Johann Bernhard Basedow et de l'encyclopédie intitulée Porte-feuille des enfants (1790-1830), de Friedrich Justin Bertuch. Les auteurs suisses Isaak Iselin (1728-1782), Josef Anton Xaver Balthasar (1761-1837) puis Frédéric-César de La Harpe (1754-1838) mettent l'accent sur l'instruction civique.
Au XIXe siècle, le divertissement côtoie la littérature éducative et se renforce avec l'expansion du marché du livre. Le Robinson suisse (1812) de Johann David Wyss (1743-1818), publié par son fils Johann Rudolf, est traduit en français par Isabelle de Montolieu. En réaction à la littérature commerciale, Jeremias Gotthelf (1797 - 1854) écrit Le Fils de Tell (1846), un texte éducatif empreint de patriotisme républicain. August Corrodi (1826–1885), à la fois poète et peintre, est auteur de livres pour enfants ainsi que d'illustrations et de caricatures.
En Suisse romande, les livres pour la jeunesse d'Herminie Chavannes (1798-1853) ou Jean-Jacques Porchat (1800–1864), par exemple, sont imprégnés du protestantisme genevois et vaudois.
Aux Grisons, l'œuvre de Johanna Spyri (1827-1901), en particulier Heidi (1880-1881), porte un regard sur la psychologie enfantine. Elle reste néanmoins dans le cadre d'une vision de l'enfance idéalisée.
Les facteurs politiques et la nouvelle pédagogie qui apparaît vers 1880 font évoluer la littérature pour la jeunesse, surtout en Suisse alémanique, vers une identité nationale. Des éléments de dialecte alémanique sont introduits et les thèmes, à partir de 1920, sont orientés sur la Suisse ; par exemple Josef Reinhart, René Gardi ou la série Trotzli (1936–1947) de Konrad Scheuber.
Après 1960, la littérature suisse alémanique est caractérisée par un esprit d'ouverture. Côté romand, de nouveaux auteurs émergent depuis les années 2010. Christine Pompéï, qui publie la série pour enfants de 6 à 9 ans Les enquêtes de Maelys, Roland Godel et ses romans historiques ados, et Olivier May avec sa série préhistorique pour les 9-12 ans, Les enfants de la louve.

### Livre d'images et bande dessinée

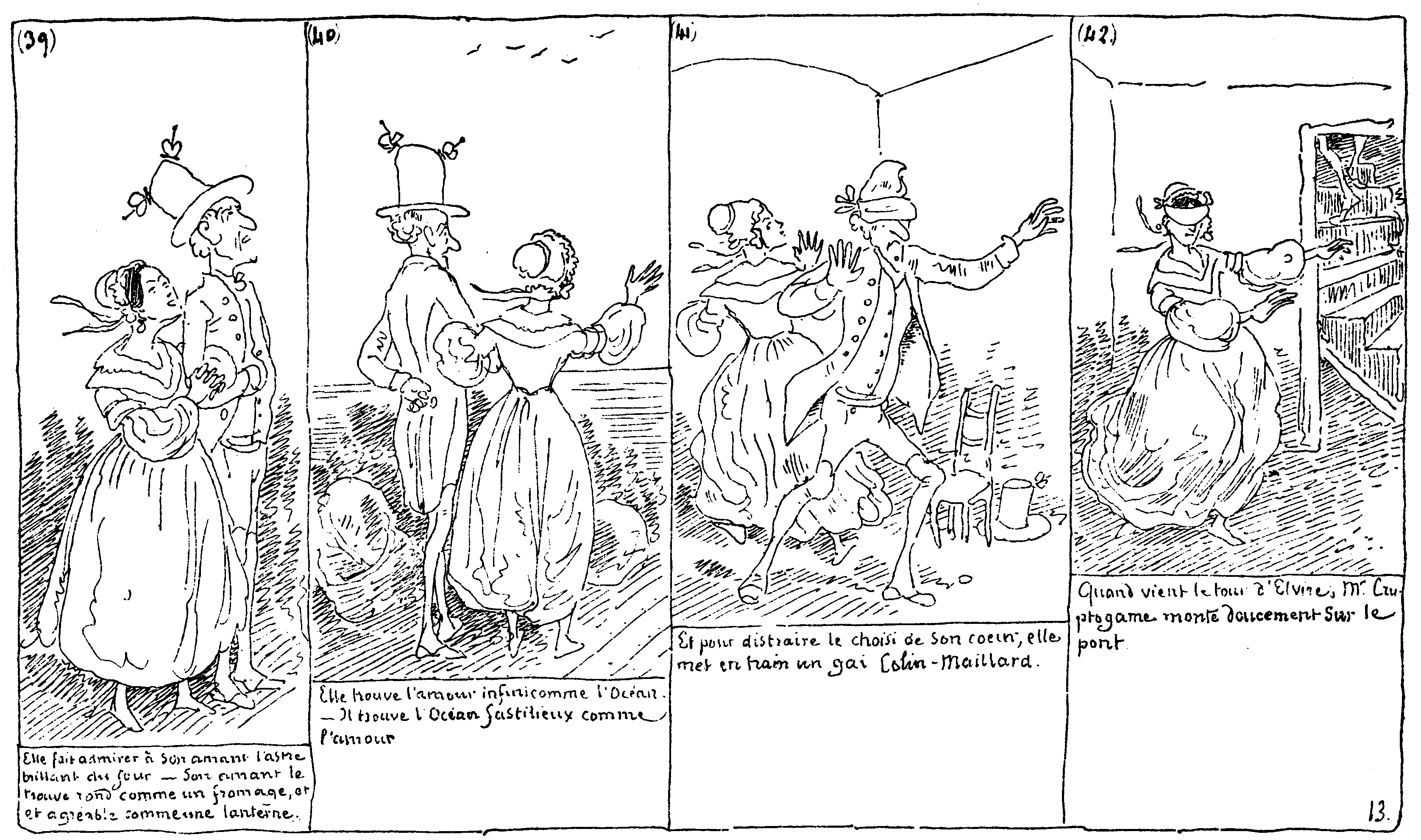
Rodolphe Töpffer : Monsieur Cryptogame (1830)

Les images, sous la forme de feuilles volantes, sont un moyen de diffusion de récits pour la jeunesse depuis le XVe siècle. Le livre d'images Histoire de monsieur Cryptogame (1830) de Rodolphe Töpffer (1799 – 1846) qui combine texte et images montés en séquences, est devenu un classique qui stimule les productions françaises et allemandes et influence, en Suisse, Henri Hébert. Des périodiques publient, au tournant du XXe siècle, des planches de dessins, souvent sans commentaires, réalisées notamment par Caran d'Ache ou Auguste Viollier. S’ensuivent les albums de Globi (dès 1932) par Robert Lips et Papa Moll (1955) d'Édith Oppenheim pour la Suisse alémanique et Une cloche pour Ursi pour les romanches Selina Chönz et Alois Carigiet.
En Suisse romande, la BD arrive avec Derib, formé en Belgique, et Cosey. Derib dessine le personnage Yakari (dès 1970) et Cosey crée une BD pour adultes. Daniel Ceppi, Gérald Poussin sont également des Romands connus comme le sont, en Suisse alémanique, Thomas Ott, Enrico Marini et David Boller
,

### Littérature en dialecte

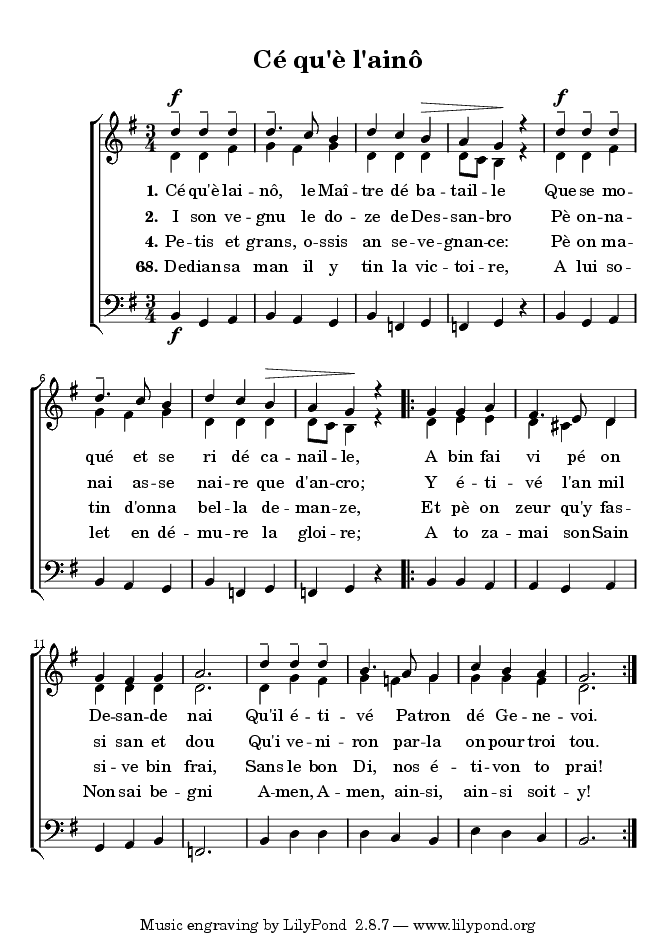
Partition du Cé qu'è lainô

Toutes les aires linguistiques ont ou avaient une production littéraire en dialecte, la plus vivace étant celle de Suisse alémanique.
En Suisse alémanique, dès la fin du XVIIIe siècle, des passages de pièces de théâtre sont écrits en dialecte par des jésuites lucernois. Le XIXe siècle voit se développer une riche littérature en dialecte, contes populaires et poésies lyriques, dans un mouvement de sauvegarde de l'identité linguistique et par nostalgie des origines. Dès la fin du XIXe siècle, on trouve des récits historiques et biographiques ainsi que des nouvelles villageoises. Puis vient le roman en dialecte (Rudolf von Tavel, Simon Gfeller et Albert Bächtold). Des pièces de théâtre et des films en dialecte sont diffusés à la radio, dès les années 1920, ainsi qu'à la télévision. La période conservatrice dure au-delà de la Seconde Guerre mondiale. Entre les années 1960 et 1980, à l'instigation de Kurt Marti et Ernst Eggimann, se développe un dialecte moderne qui refuse l'idéologie traditionnelle, se montre critique de l'actualité et a le goût de l'expérimentation (Ernst Burren, Martin Frank). La littérature en dialecte recule à partir du milieu des années 1980 et, dans un mouvement inverse, apparaissent des chansonniers populaires s'exprimant en dialecte.
En Suisse romande, il ne reste que des résidus folkloriques car le dialecte a disparu, seul le Valais maintient le dialecte vivant jusqu'au XXIe siècle. Le Ranz des vaches est l'œuvre la plus connue, mais la production littéraire est pratiquement inexistante. Les premiers textes datent du XVIe siècle, à Genève et au pays de Vaud. On trouve surtout des chansons et des poèmes dont certains sont ludiques comme Farce (Vevey, vers 1530) et le Conte de la lampe à huile (Lausanne 1730). À Genève, les textes sont politiques ou identitaires, contre le clergé catholique (début du XVIe siècle) : chansons sur L'Escalade, Cé qu'è lainô (XVIIe siècle-XIIIe siècle) entre autres. La seconde moitié du XVIIIe siècle propose des chansons satiriques comme Les Paniers (Jura, 1735 – 1736, poème satirique de Ferdinand Raspieler) alors que le XIXe siècle est nostalgique et folklorique, comme dans la Chanson des Petignats. Fin XIXe siècle et début XXe siècle, quelques auteurs comme Louis Bornet et Cyprien Ruffieux ont une audience locale et limitée aux personnes encore capables de comprendre le dialecte.
En Suisse italienne, à part quelques exceptions tel un ouvrage écrit au milieu du XVIIIe siècle en dialecte de Lugano par Agostino Maria Neuroni évêque de Côme, il y a peu d'exemples avant le XXe siècle. Aux XIXe siècle et XXe siècle des poésies, satires politiques ou critiques sociales ou de mœurs, sont publiées dans les almanachs ou diverses feuilles volantes. Des années 1940 à 1960, de nombreux auteurs produisent de la poésie originale en dialecte : Giovanni Bianconi, Pino Bernasconi, Giulietta Martelli Tamoni, Sergio Maspoli, Ugo Canonica, Giovanni Orelli, Fernando Grignola, Elio Scamara et Gabriele Alberto Quadri. Comme en Suisse alémanique, le théâtre en dialecte connaît un succès populaire et une large diffusion par les retransmissions radiophoniques et télévisées.
Au XXIe siècle, la littérature dialectale connaît un renouvellement formel et de contenu avec le mouvement Spoken word. On trouve au premier plan le groupe multilingue Bern ist überall fondé en 2003, avec entre autres Laurence Boissier, Arno Camenisch, Antoine Jaccoud, Noëlle Revaz et Daniel de Roulet,.

## Littérature par région linguistique

### Littérature suisse alémanique

#### Époque médiévale

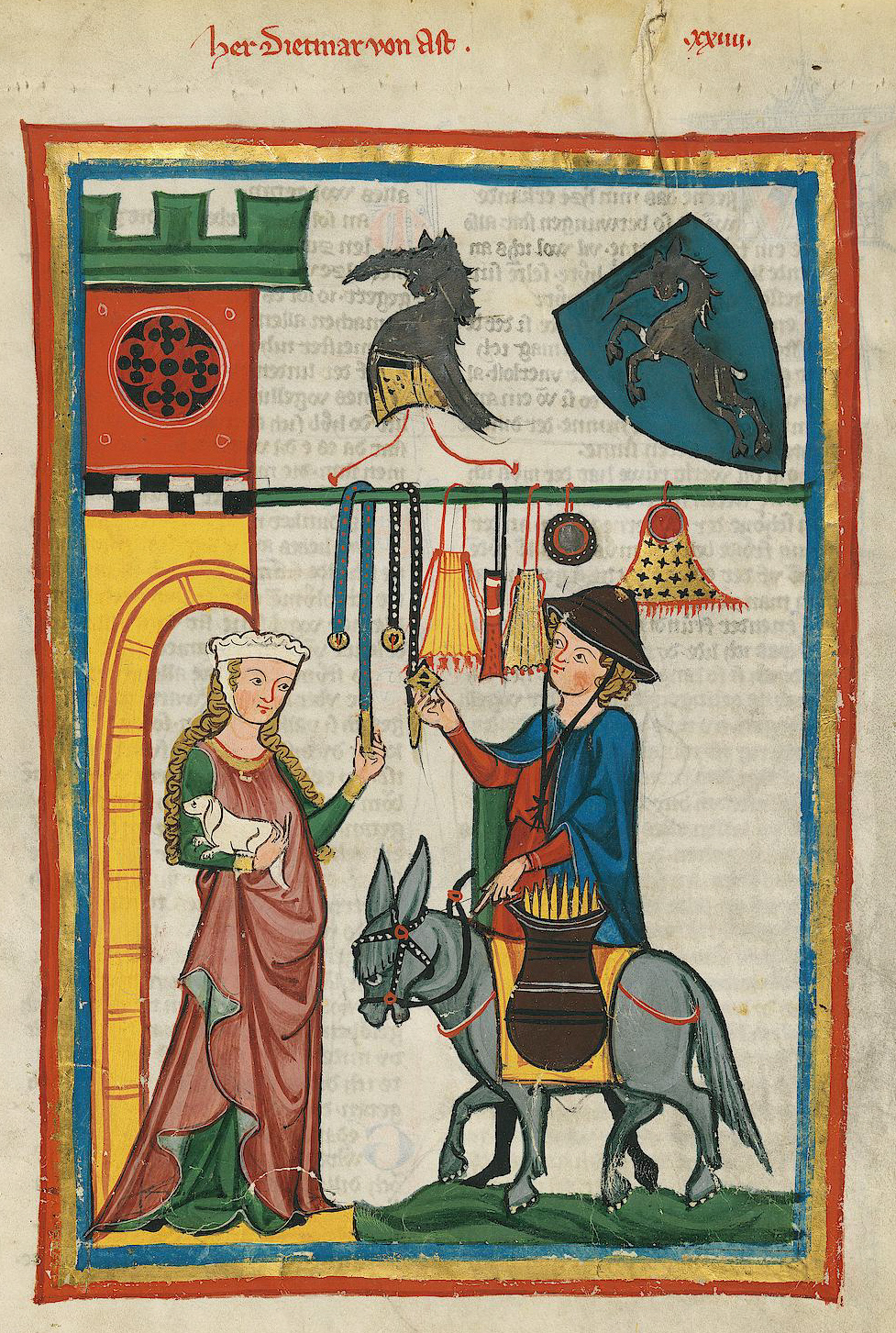
Codex Manesse

La littérature médiévale allemande se divise en vieux haut-allemand, moyen haut-allemand et en haut-allemand moderne.
En vieux haut allemand, on trouve essentiellement des œuvres théologiques, des traductions et paraphrases de la Bible surtout issus de l'abbaye de Saint-Gall à partir de la seconde moitié du VIIIe siècle.
En moyen haut-allemand, on trouve des œuvres courtoises, poèmes épiques et lyriques. Puis, sous influence de la littérature romane, des Minnesang avec notamment le comte Rodolphe de Neuchâtel. Le Codex Manesse est un manuscrit enluminé contenant des poèmes lyriques compilés et illustrés de 1305 à 1340, à la demande de la famille Manesse, d'un patricien de Zurich. Apparaissent ensuite des genres différents : des discours rimés, comme le Schachzabelbuch, poème de 19 336 vers de Konrad d'Ammenhausen et aussi des ouvrages savants et textes spirituels comme les Marienleben de Walther von Rheinau. La Chronique illustrée de Tschachtlan a été achevée en 1470.
En haut allemand moderne, avec l'avènement des maîtres chanteurs, on trouve des poèmes politiques, comme le Sempacherlied évoquant la bataille de Sempach. L'autobiographie et le récit de voyage voient le jour.

#### DuXVIesiècleà la fin duXVIIIesiècle

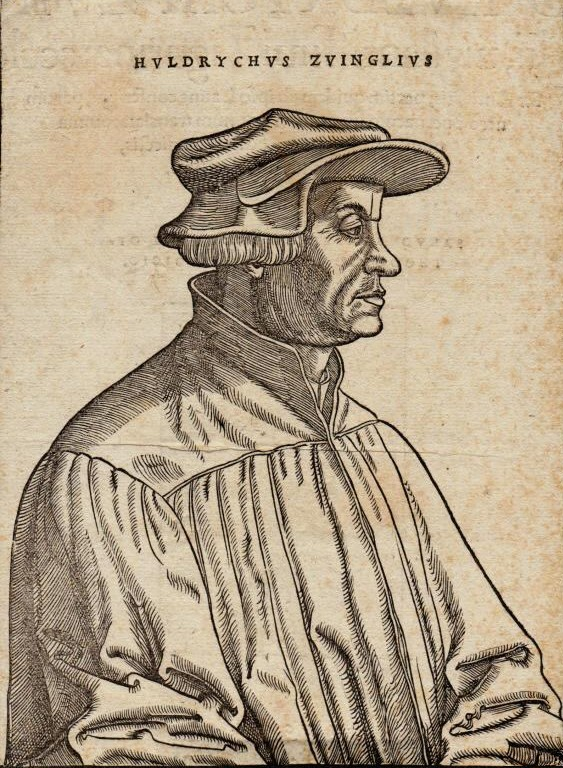
Ulrich Zwingli par Hans Asper (1531)

L'humanisme au XVIe siècle eut quelques représentants en Suisse : le traducteur Niklaus von Wyle (environ 1415-1479), les historiens Gilg Tschudi et Johannes Stumpf dont les écrits renforcent le sentiment identitaire des Confédérés, ou encore Érasme à Bâle.
Pendant la Réforme protestante en Suisse, la littérature est au service des luttes confessionnelles à travers les feuilles volantes illustrées ainsi que le théâtre. Dans les régions protestantes, on trouve des drames à sujets bibliques écrits par Jos Murer, Hans von Rütte, Jakob Ruf et Sixtus Birck. Dans les régions restées catholiques, les œuvres sont inspirées de la vie des saints. Un chef-d'œuvre littéraire de l'époque est la traduction de la Bible par Ulrich Zwingli.
Au XVIIe siècle, la littérature baroque suisse se limite à la poésie de circonstance et à la littérature populaire religieuse. La montagne devient un thème poétique par Hans Rudolf Rebmann avec le poème Gastmahl zweier Berge (1606).

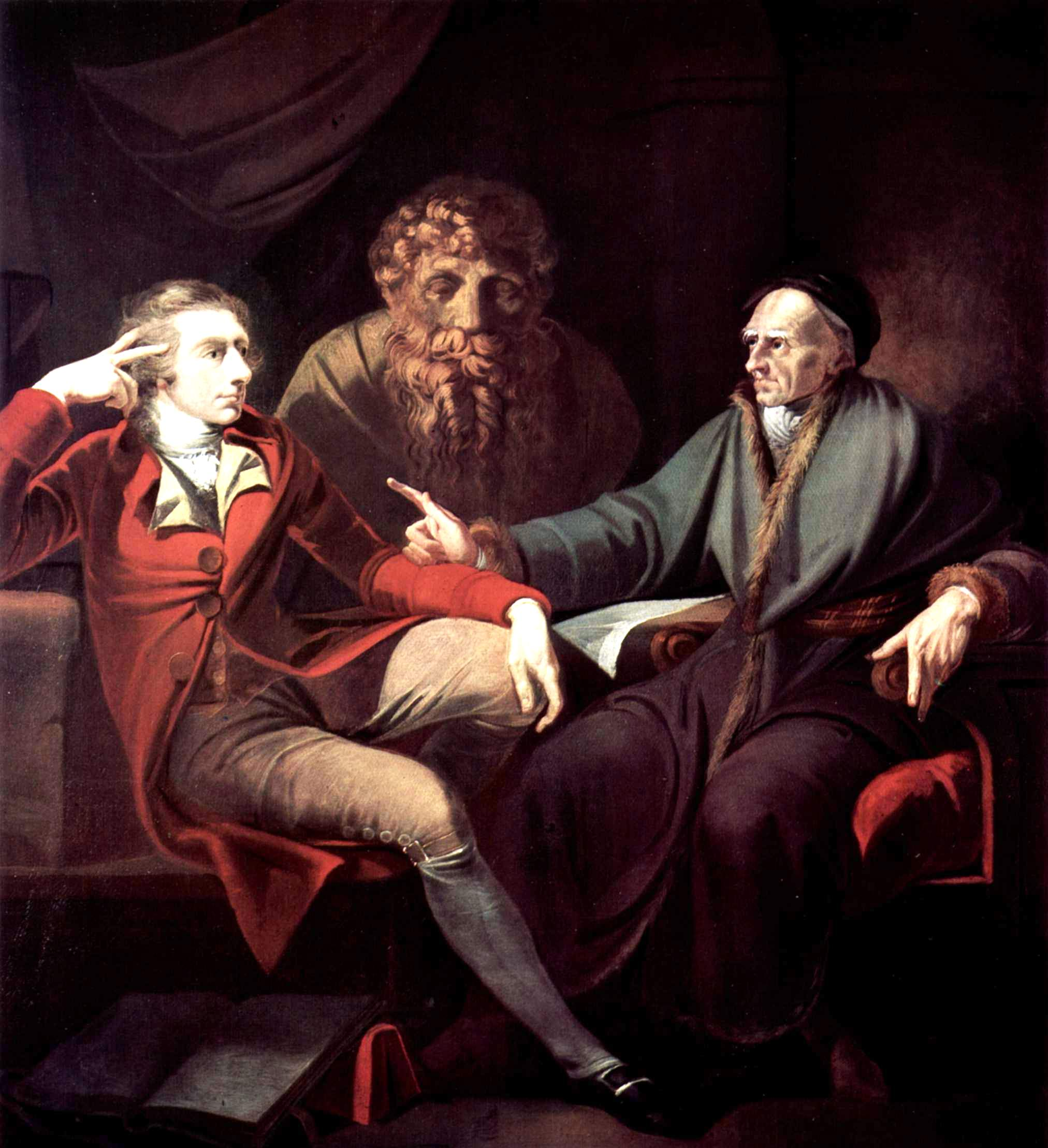
Le peintre Heinrich Füssli discutant avec Johann Jakob Bodmer

Les auteurs suisses alémaniques du Siècle des Lumières suivent les modèles anglais et français. Grâce aux maisons d'édition établies à Zurich, cette ville est un centre intellectuel du monde germanique.
Albrecht von Haller, dans le poème Les Alpes oppose les montagnards aux gens de cour.
Les Idylles de Salomon Gessner, est lu dans toute l'Europe.
Johann Jakob Bodmer et Johann Jakob Breitinger diffusent William Shakespeare et publient, sans rencontrer un grand succès, le premier hebdomadaire suisse de réflexion morale, les Discourse der Mahlern (1721-1723).
Johann Kaspar Lavater acquiert une renommée internationale avec ses livres d'édification ainsi qu'avec ses Fragments physiognomoniques.
Johann Heinrich Pestalozzi écrit le roman Léonard et Gertrude, qui illustre la nécessité de l'éducation.
Ulrich Bräker écrit son autobiographie avec Pauvre Homme du Toggenbourg et Johann Gaudenz von Salis-Seewis est un poète lyrique célébré.

#### DuXIXesiècleà nos jours

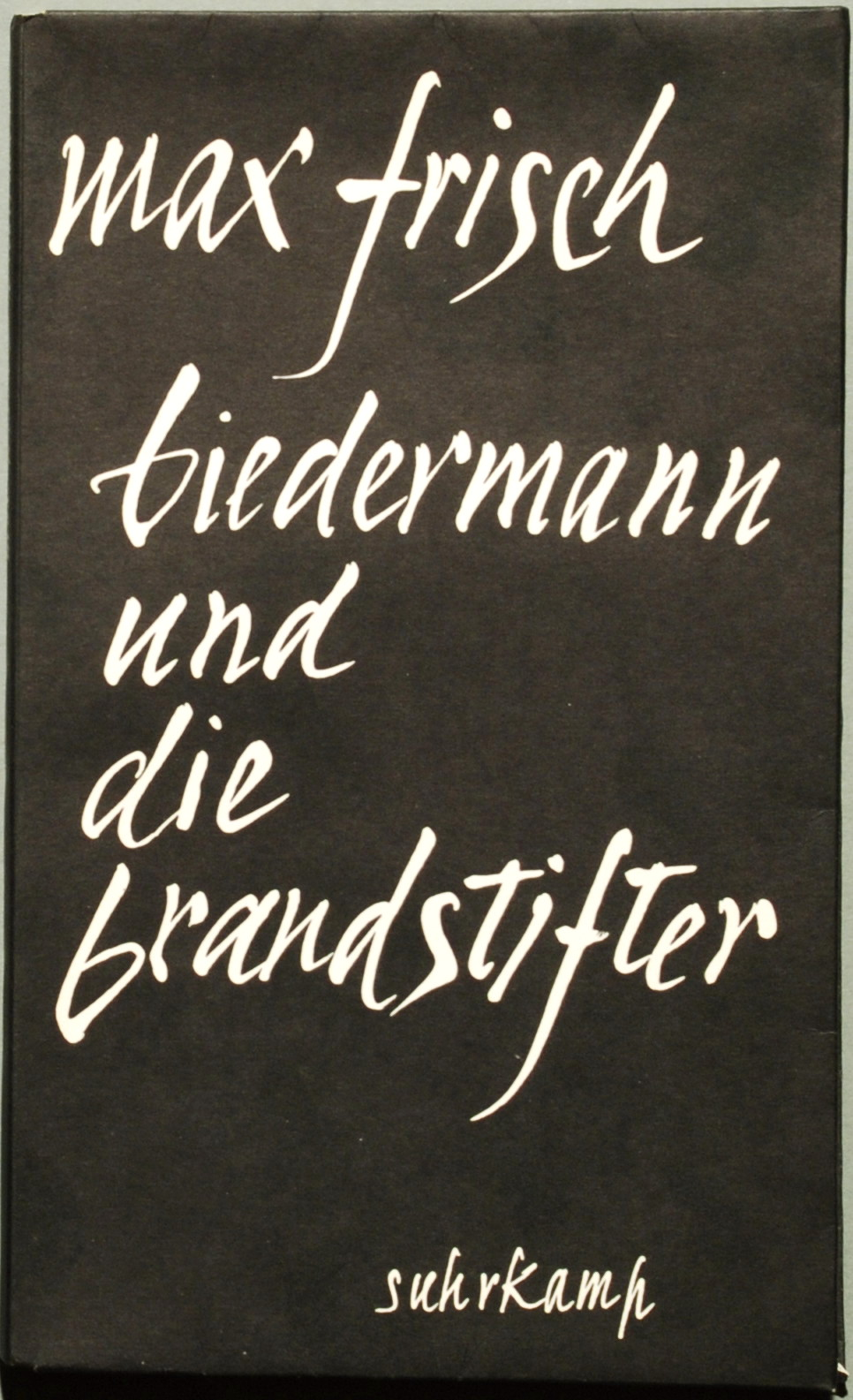
Max Frisch : Biedermann und die Brandstifter (1958)

Il n'y a pas d'écrivains suisses allemands pour les courants du classicisme et du romantisme. La période entre 1815 et la création de l'État fédéral de 1848, est marquée par le repli sur soi : c'est l'époque du Biedermeier. On trouve des récits historiques légendaires (Heinrich Zschokke et Johann Rudolf Wyss le jeune) et la littérature en dialecte prend de l'importance. Outre Jeremias Gotthelf, mentionné sous littérature patriotique, on peut citer les poésies de Johann Rudolf Wyss l'Ancien. Les réfugiés allemands jouèrent un rôle culturel en enseignant et en publiant en Suisse leurs œuvres.
Le récit et le roman dominent la période entre 1848 et 1890 qui est celle du réalisme bourgeois ou poétique. Le thème principal est l'intégration de l'individu dans la société bourgeoise et l'idéalisation des villages. Néanmoins, Gottfried Keller avec Les Gens de Seldwyla et Henri le vert critique l'essor du capitalisme. Le roman Heidi de Johanna Spyri est le plus grand succès de l'époque. L'expressionnisme est représenté par Max Pulver, Hans Ganz et Karl Stamm. Le mouvement Dada est fondé à Zurich, pendant la Première Guerre mondiale, par un groupe d'intellectuels et artistes, dont les écrivains Hugo Ball et Tristan Tzara.
Durant la première moitié du XXe siècle, la notoriété des écrivains suisses allemands est limitée à la Suisse, à l'exception de Carl Spitteler (1845–1924) un des auteurs de langue allemande les plus connus avec, par exemple, Olympischer Frühling (1900-05). Il est célèbre pour son discours de décembre 1914 : Unser Schweizer Standpunkt où, pendant la Première Guerre mondiale, il plaide en faveur d’une Suisse neutre et unifiée. Il devient le premier Suisse récipiendaire du prix Nobel de littérature en 1919.
Après la Seconde Guerre mondiale, Max Frisch (1911–1991, également architecte) et Friedrich Dürrenmatt (1921–1990) sont les plus célèbres des écrivains suisses du XXe siècle. Tous deux membres du Groupe d'Olten, ce sont des intellectuels engagés. Dürrenmatt écrit des pièces de radio et des romans policiers. Frisch crée ses premières pièces de théâtre au Schauspielhaus de Zurich, c’est le père spirituel d'écrivains comme Adolf Muschg, Peter Bichsel et Otto F. Walter.
On compte d'autres écrivains comme Erika Burkart (1922-2010), Stefan Haenni, Thomas Hürlimann, Zoë Jenny, Christian Kracht, Hugo Loetscher (1929-2009), Kurt Marti (1921-2017), Paul Nizon, Alain Claude Sulzer, Martin Suter, Walter Vogt (1927-1988), Robert Walser, Peter Weber, Urs Widmer (1938-2014) et Matthias Zschokke.
Hermann Hesse, d'origine allemande mais citoyen suisse depuis 1923, reçoit le prix Nobel de littérature en 1946.

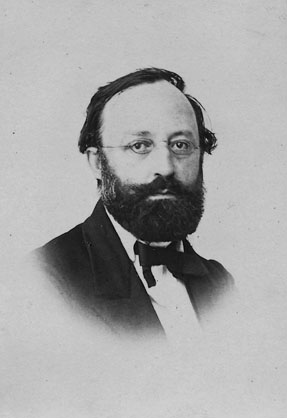
Gottfried Keller
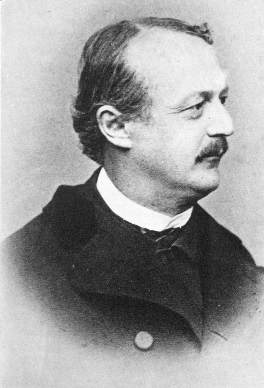
Conrad Ferdinand Meyer
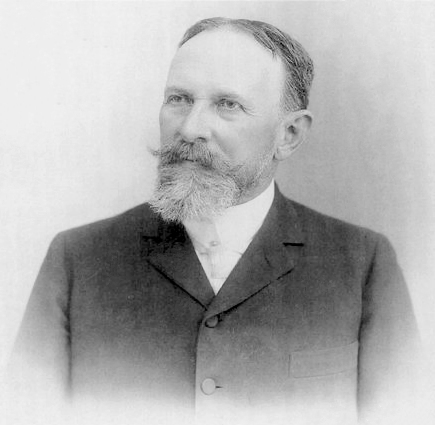
Carl Spitteler
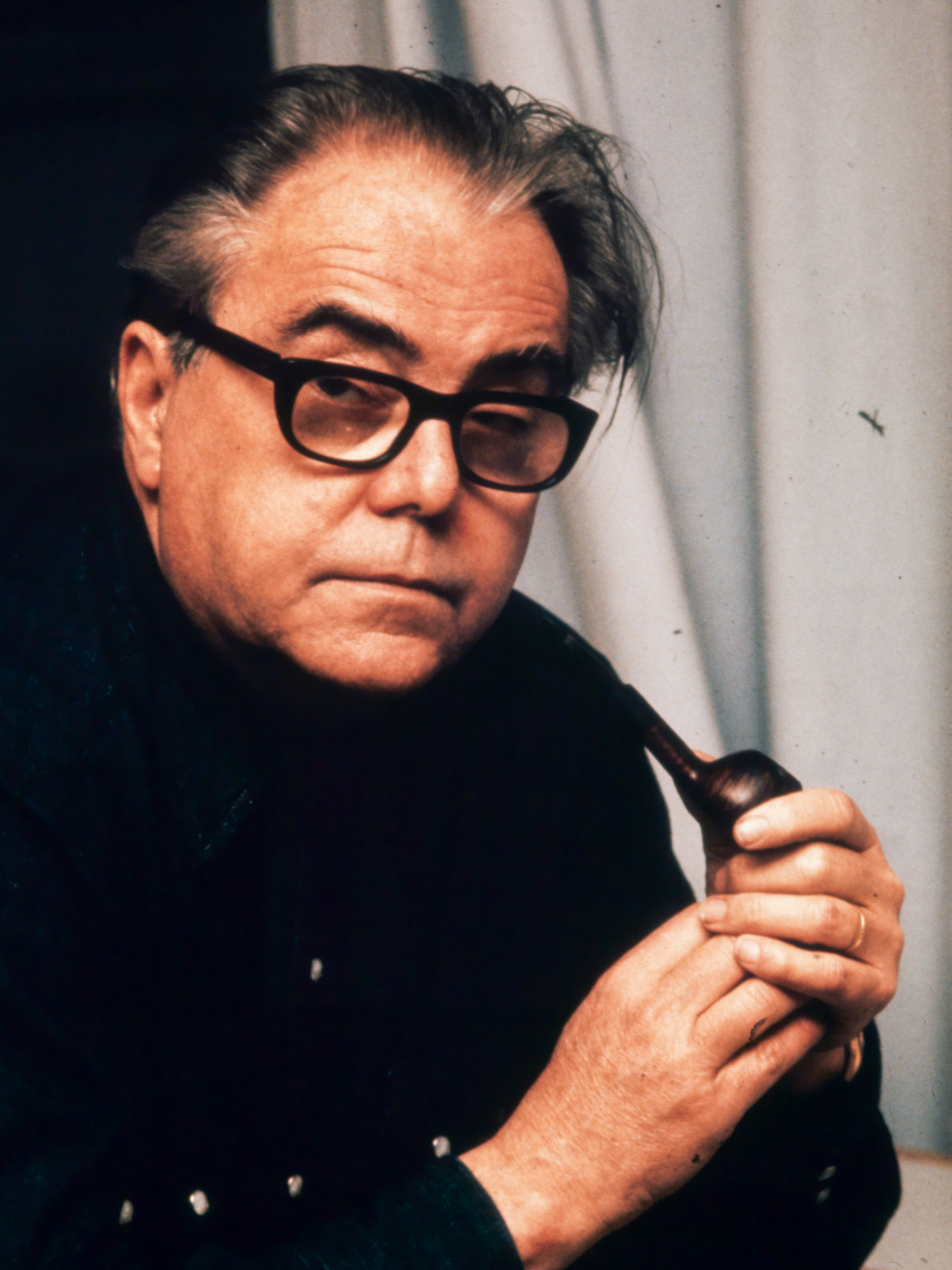
Max Frisch
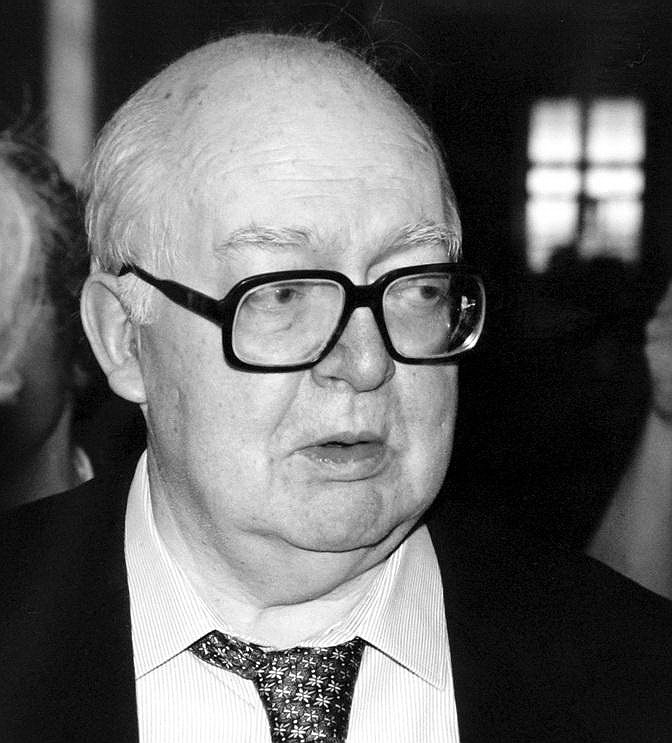
Friedrich Dürrenmatt
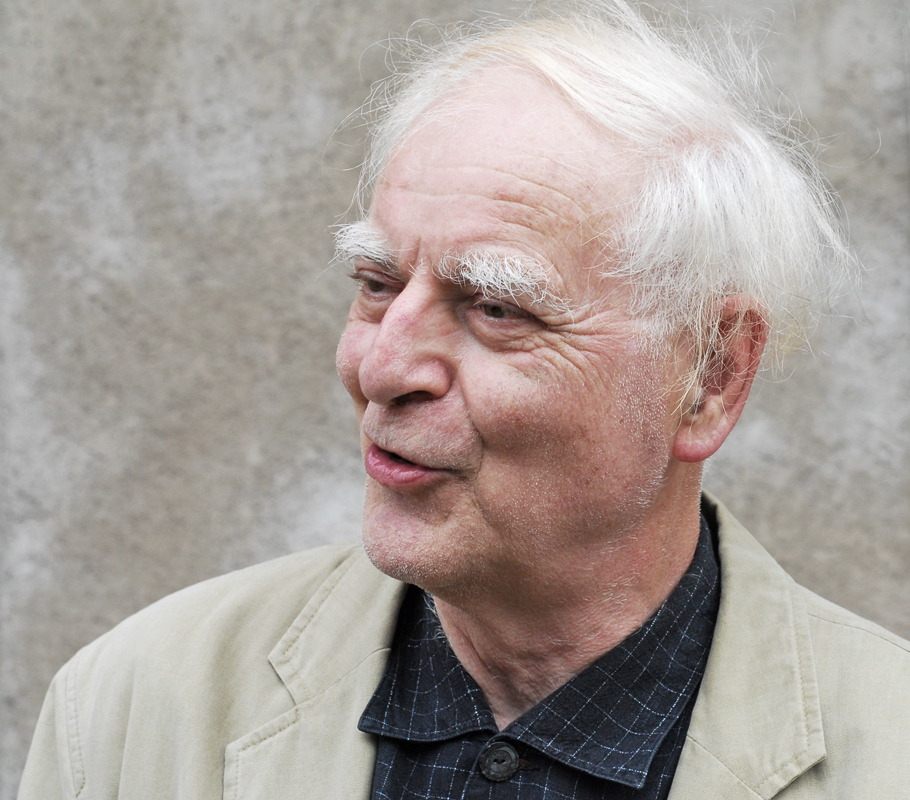
Adolf Muschg
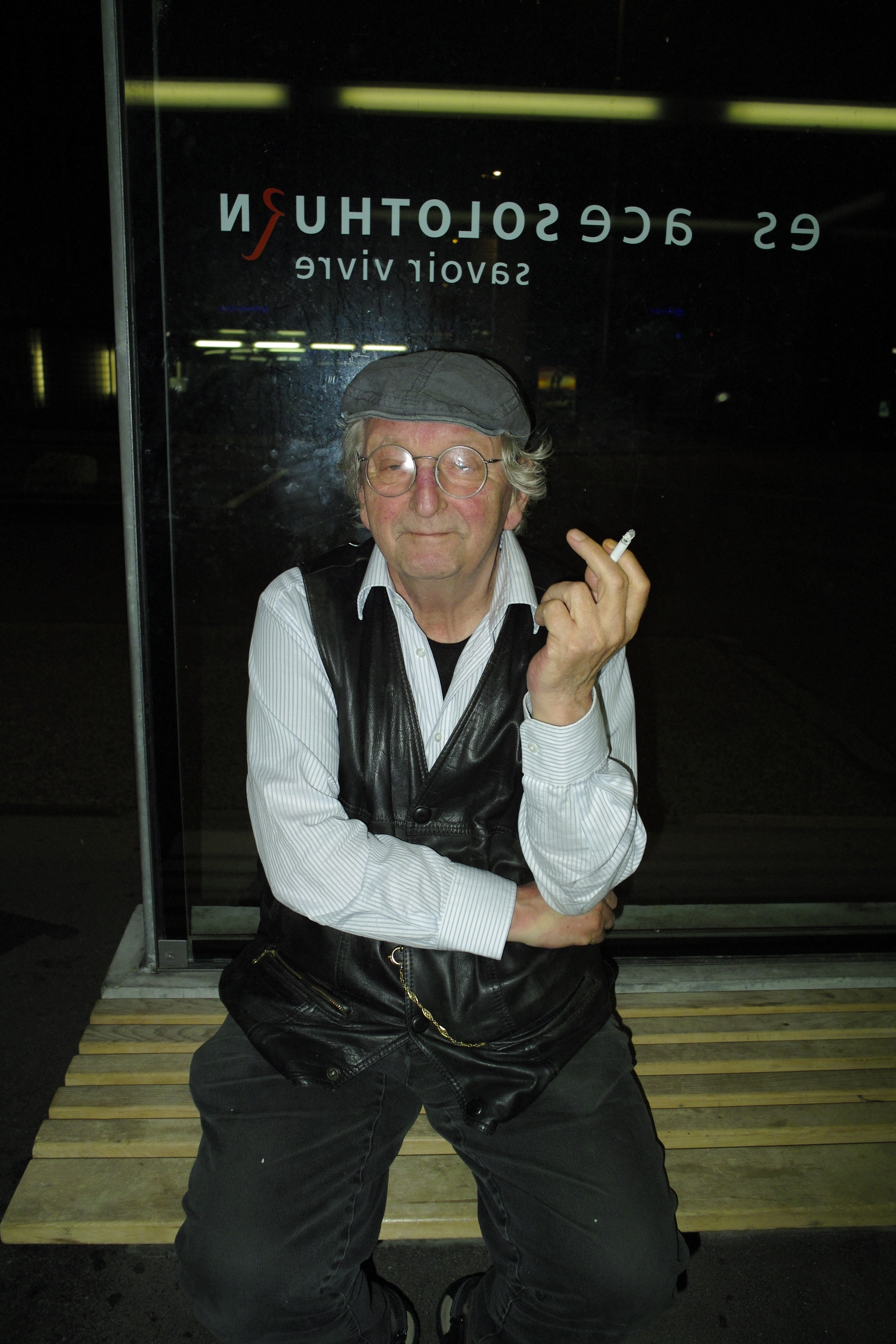
Peter Bichsel
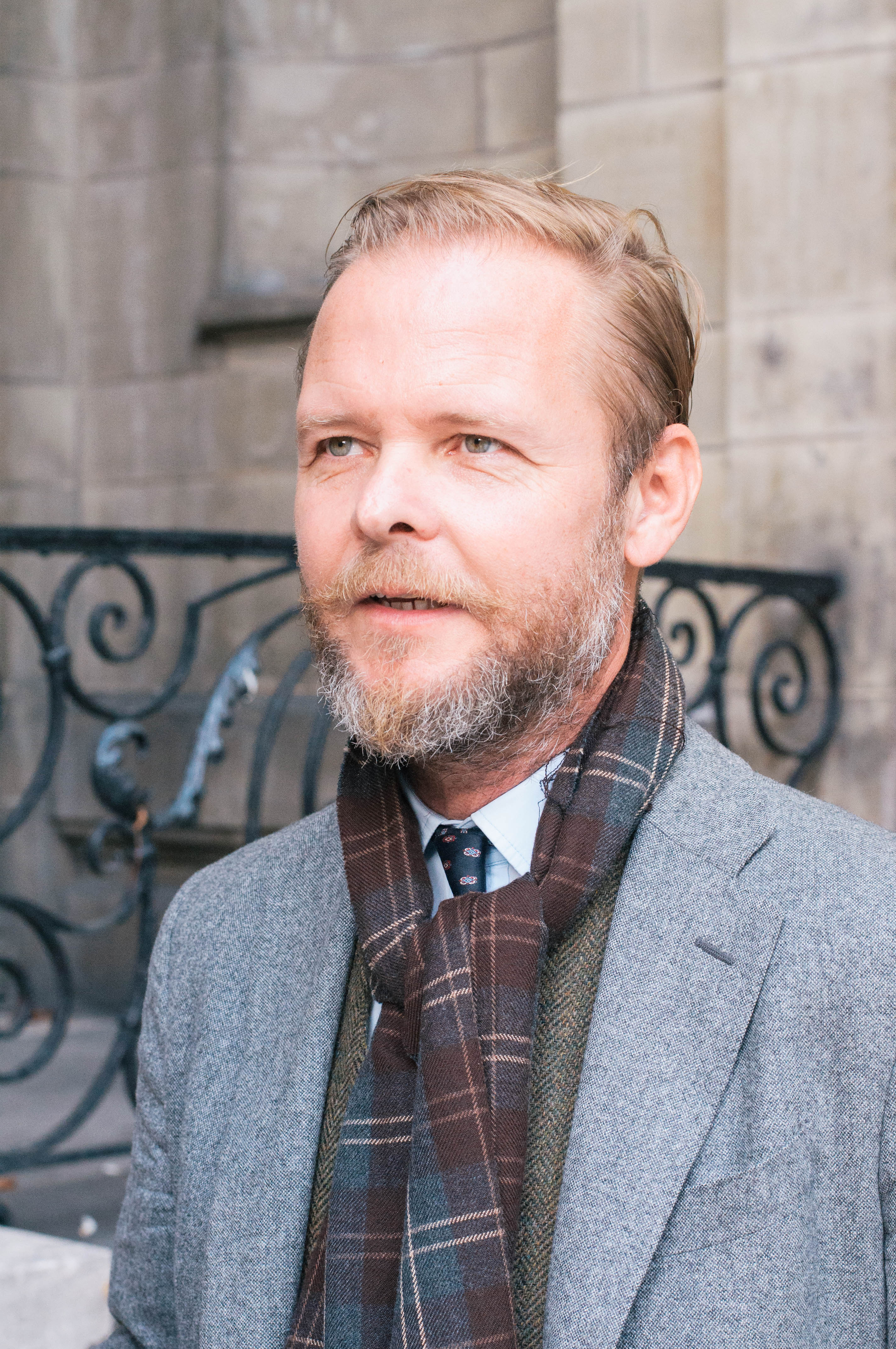
Christian Kracht
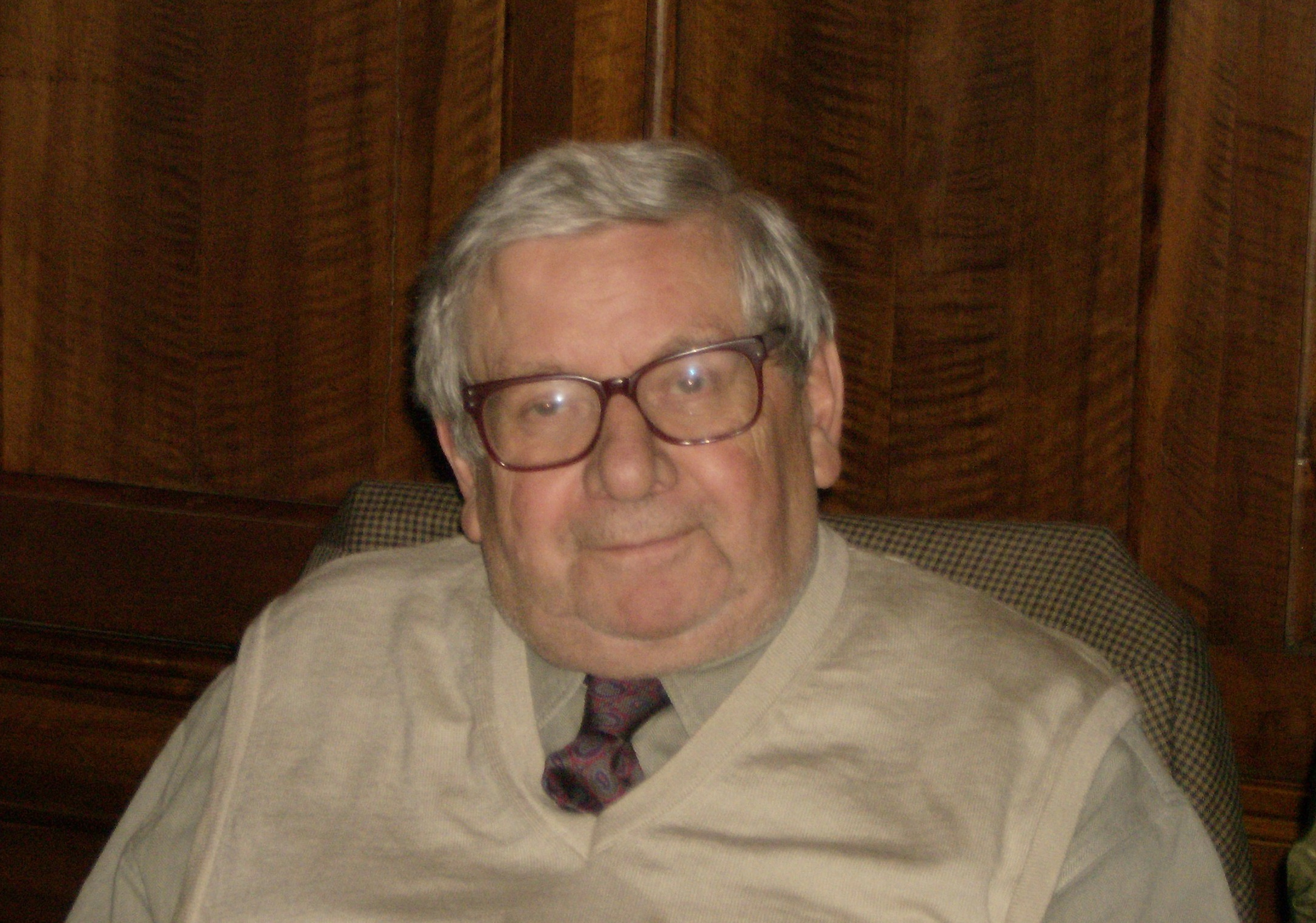
Hugo Loetscher
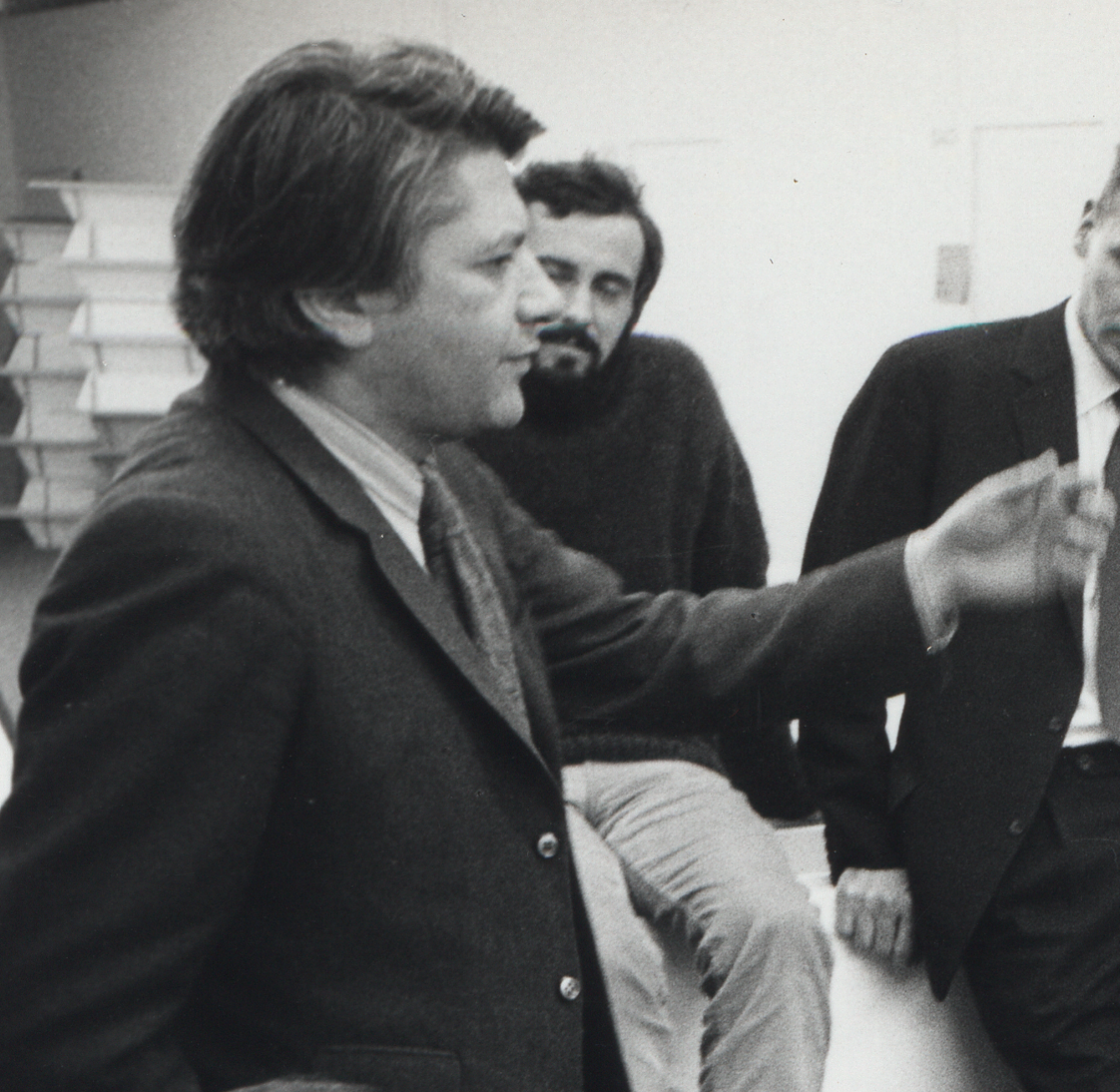
Paul Nizon
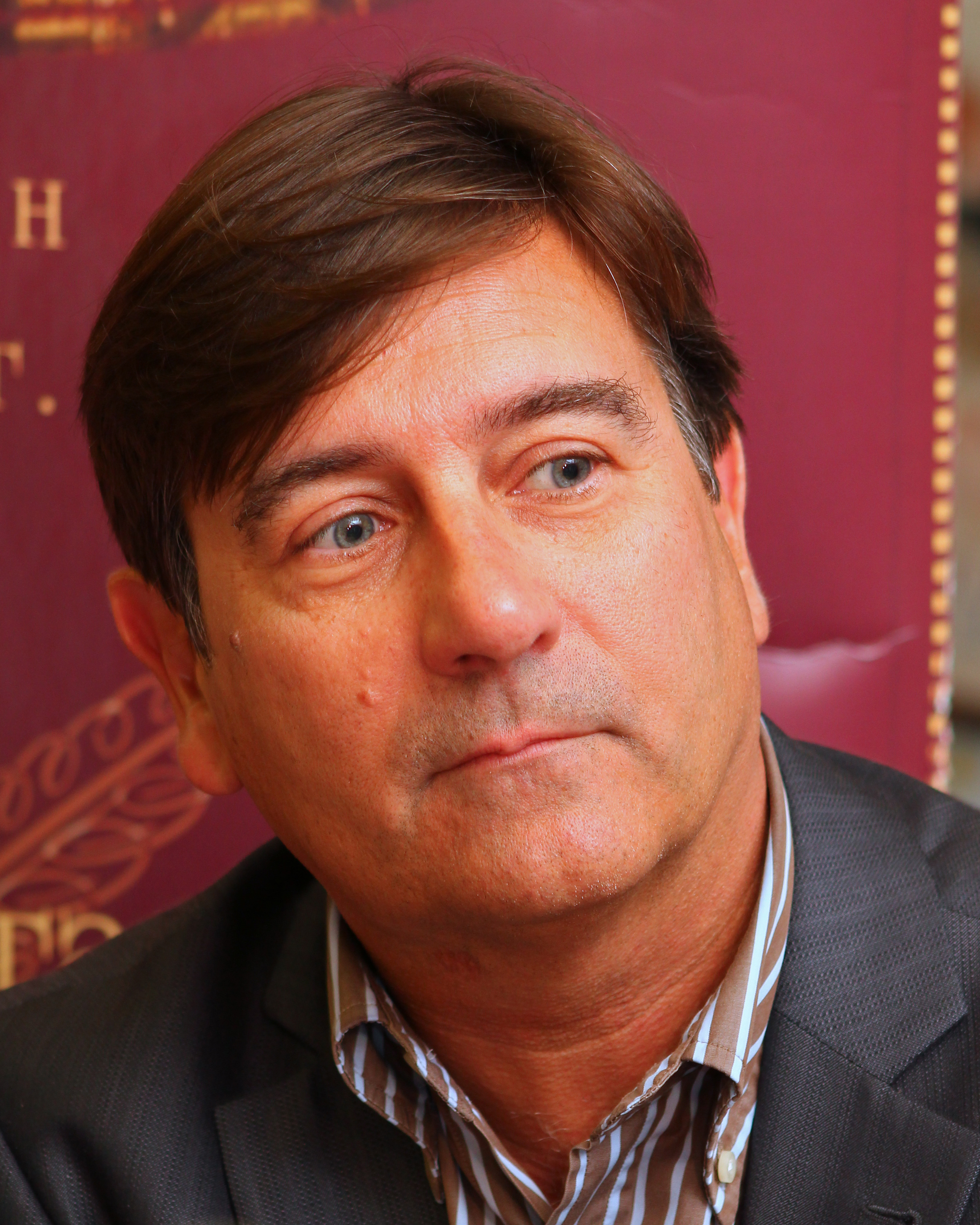
Alain Claude Sulzer
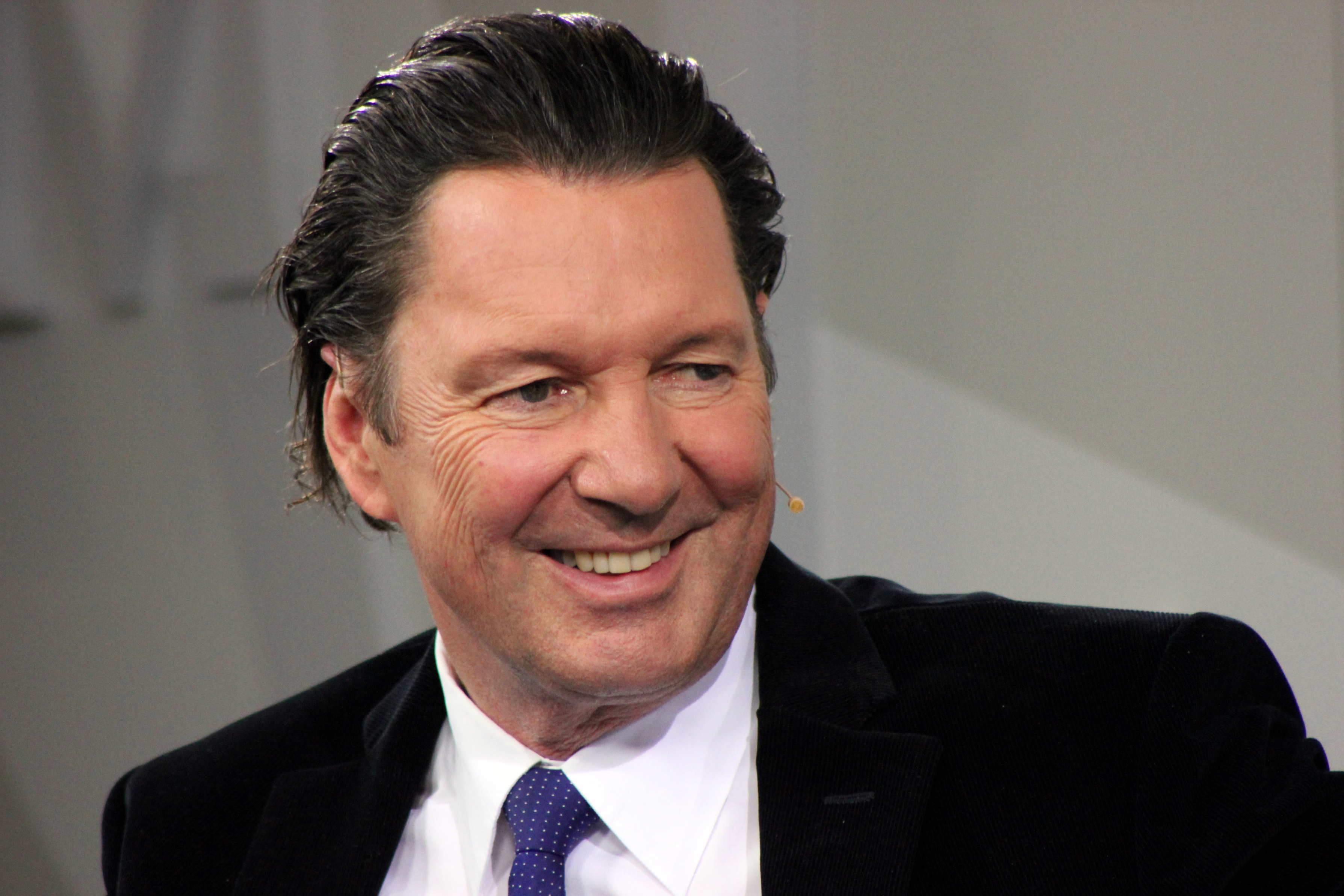
Martin Suter
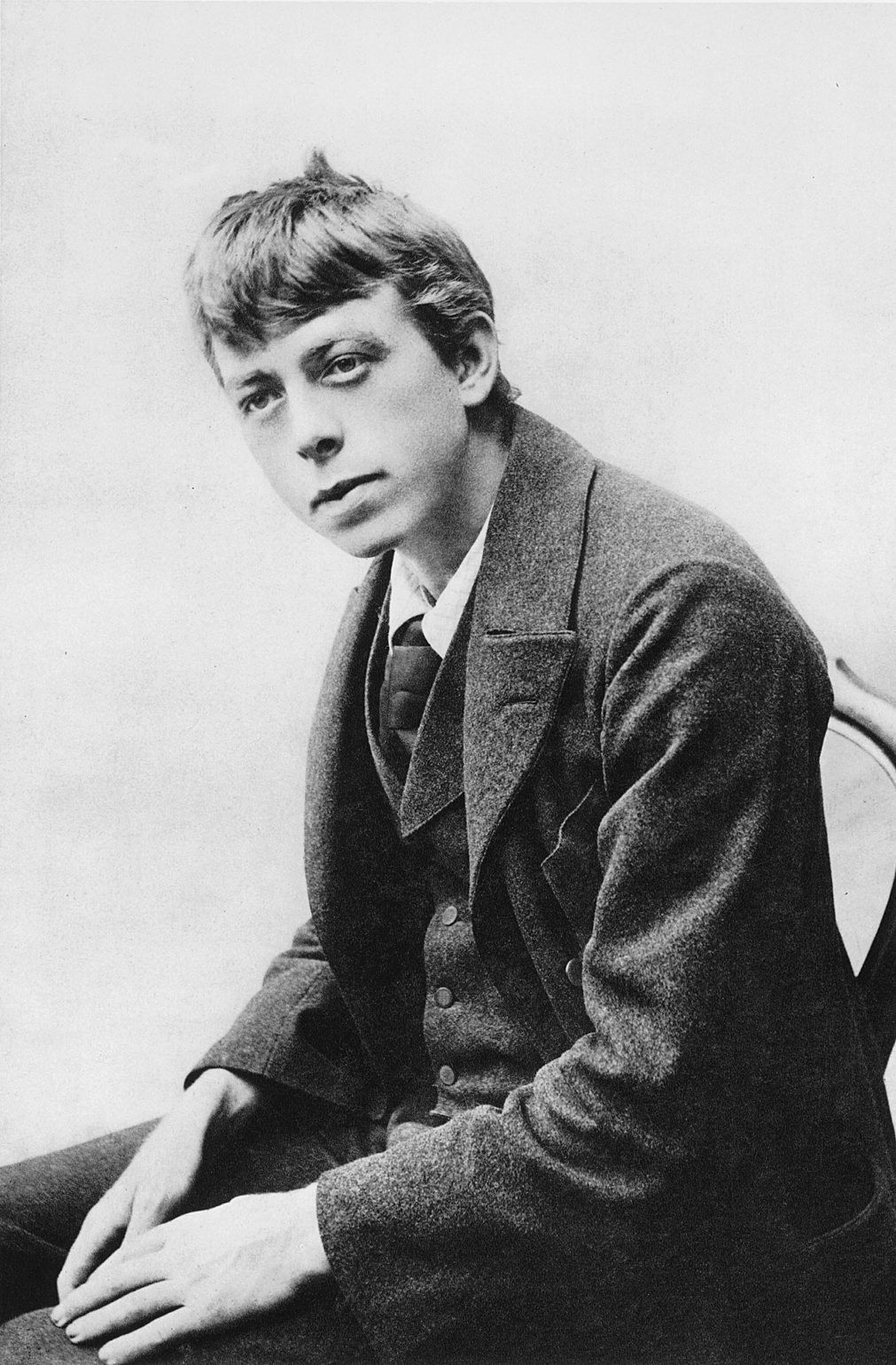
Robert Walser
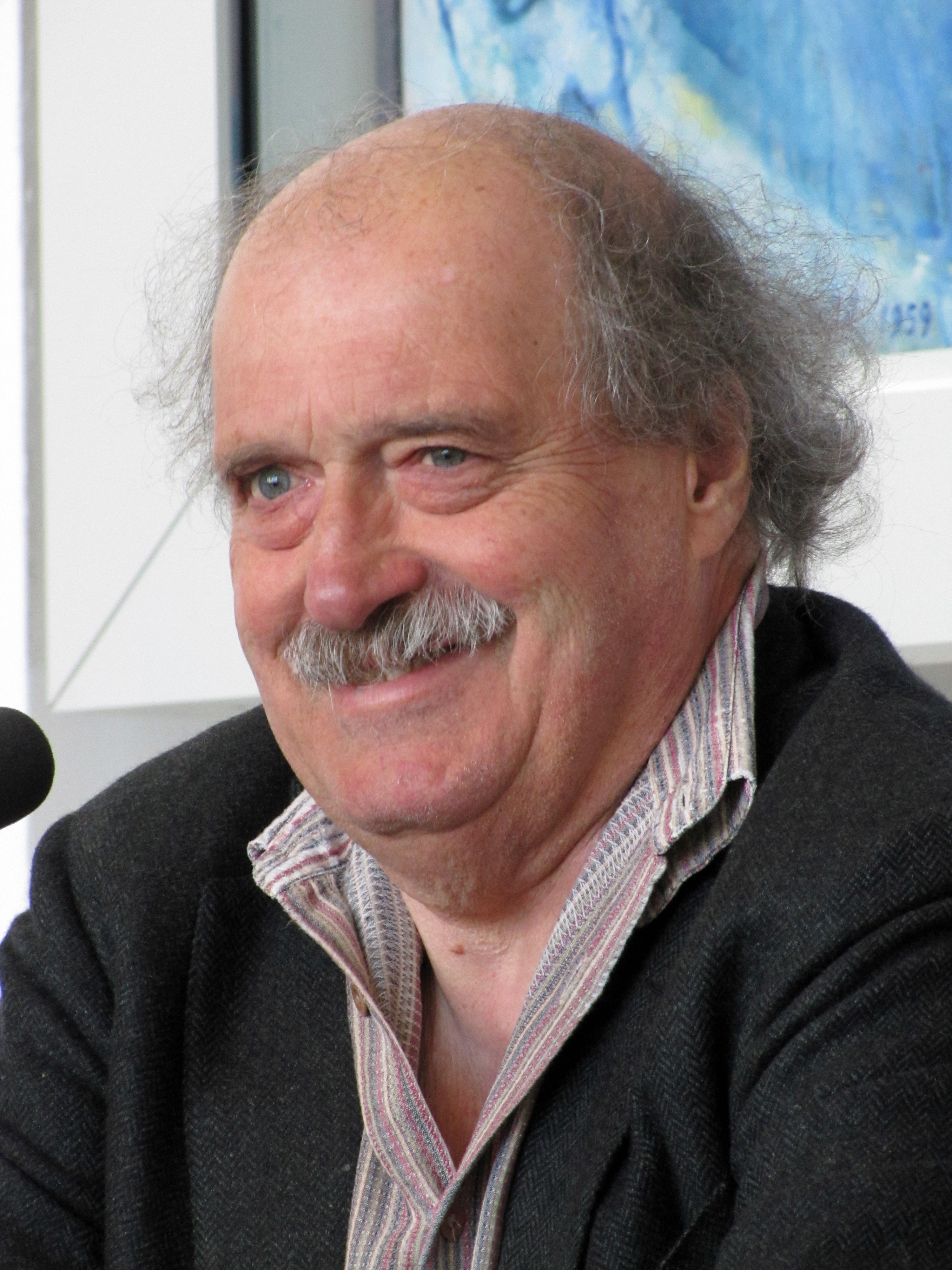
Urs Widmer

### Littérature suisse romande
Les cantons romands ne forment pas un ensemble homogène et, la littérature en dialecte étant marginale, la question de l'existence ou pas d'une « littérature suisse francophone » avec une identité spécifique différente de la littérature française se pose. Elle est objet de controverse. À partir du XVIe siècle, la production littéraire romande tend à se différencier de celle de France et devient autonome à partir de la seconde moitié du XIXe siècle.
À l'époque médiévale, des auteurs tels que Othon III de Grandson, Martin Le Franc, Jacques de Bugnin ou Jehan Bagnyon ne se distinguent pas des autres régions francophones.

#### DuXVIesiècleà la fin duXVIIIesiècle

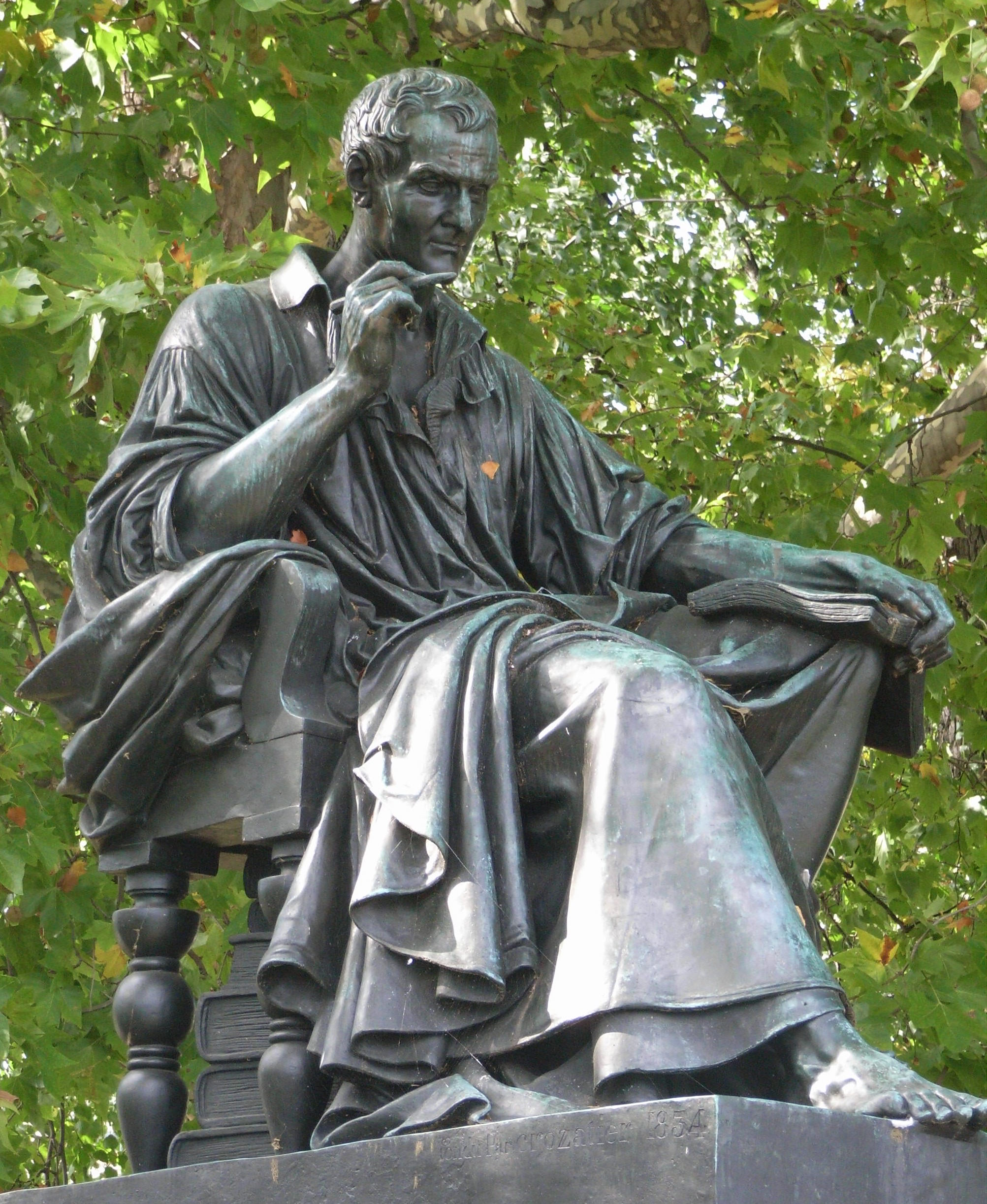
Statue de Rousseau à Genève

Jean Calvin (1509-1564) et Théodore de Bèze (1519–1605), d'origine française, trouvent refuge dans les villes de la Suisse romande actuelle et participent au développement de la Réforme qui touche Neuchâtel, Lausanne et Genève. L'ouverture d'académies (1537 à Lausanne et 1559 à Genève, fondée par Calvin) favorise le développement d'une poésie originale qui se distingue des goûts baroques alors en vogue en France. Pierre Viret (1511-1571) d'Orbe est autochtone. Les réformateurs utilisent le latin et, lorsqu'il faut toucher des cercles laïques, ils utilisent toutefois la langue du peuple.
Progressivement, la conscience d'une identité suisse s'instaure et aboutit au XVIIIe siècle au mythe suisse entretenu par les récits de voyageurs comme Béat Louis de Muralt (1665–1749). Jean-Jacques Rousseau (1712–1778) donne au mythe sa dimension européenne avec sa lettre : J.J. Rousseau Citoyen de Genève, à Mr. d'Alembert sur les spectacles (1758) et Julie ou la Nouvelle Héloïse (1761).
Isabelle de Charrière (née dans une famille de la haute noblesse néerlandaise, 1740–1805), considérée comme « la première des grandes romancières romandes » et Isabelle de Montolieu (1751 - 1832) ont du succès avec le roman sentimental.
Germaine de Staël (d'origine genevoise, 1766-1817) avec Benjamin Constant (écrivain et homme politique franco-suisse d'origine vaudoise, 1767–1830) exercent une influence considérable en France et auprès de tous les mouvements d'émancipation européens dans la confusion post-révolutionnaire. En exil au bord du lac Léman, Germaine de Staël crée un réseau connu sous le nom de Groupe de Coppet qui sait préserver le meilleur de l'héritage des Lumières tout en diffusant des idées nouvelles de romantisme et de démocratie libérale. Jean Starobinski, théoricien de la littérature, voit là la marque de la littérature produite en Suisse romande.

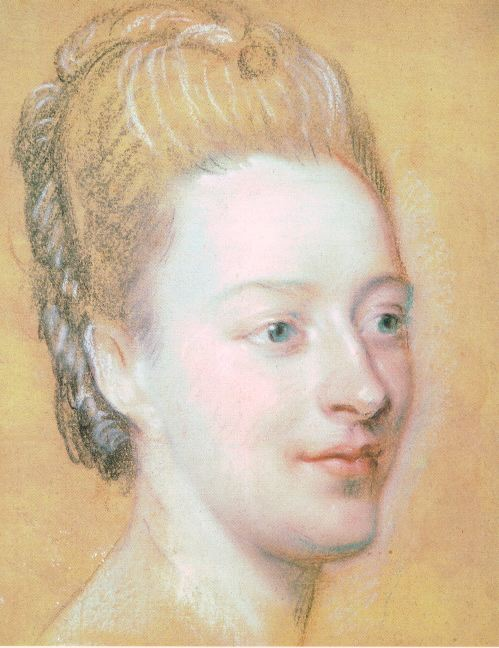
Isabelle de Charrière
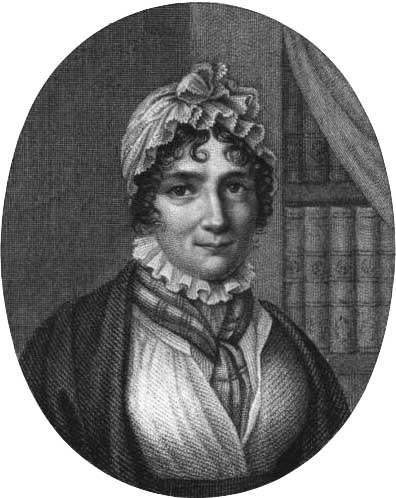
Isabelle de Montolieu
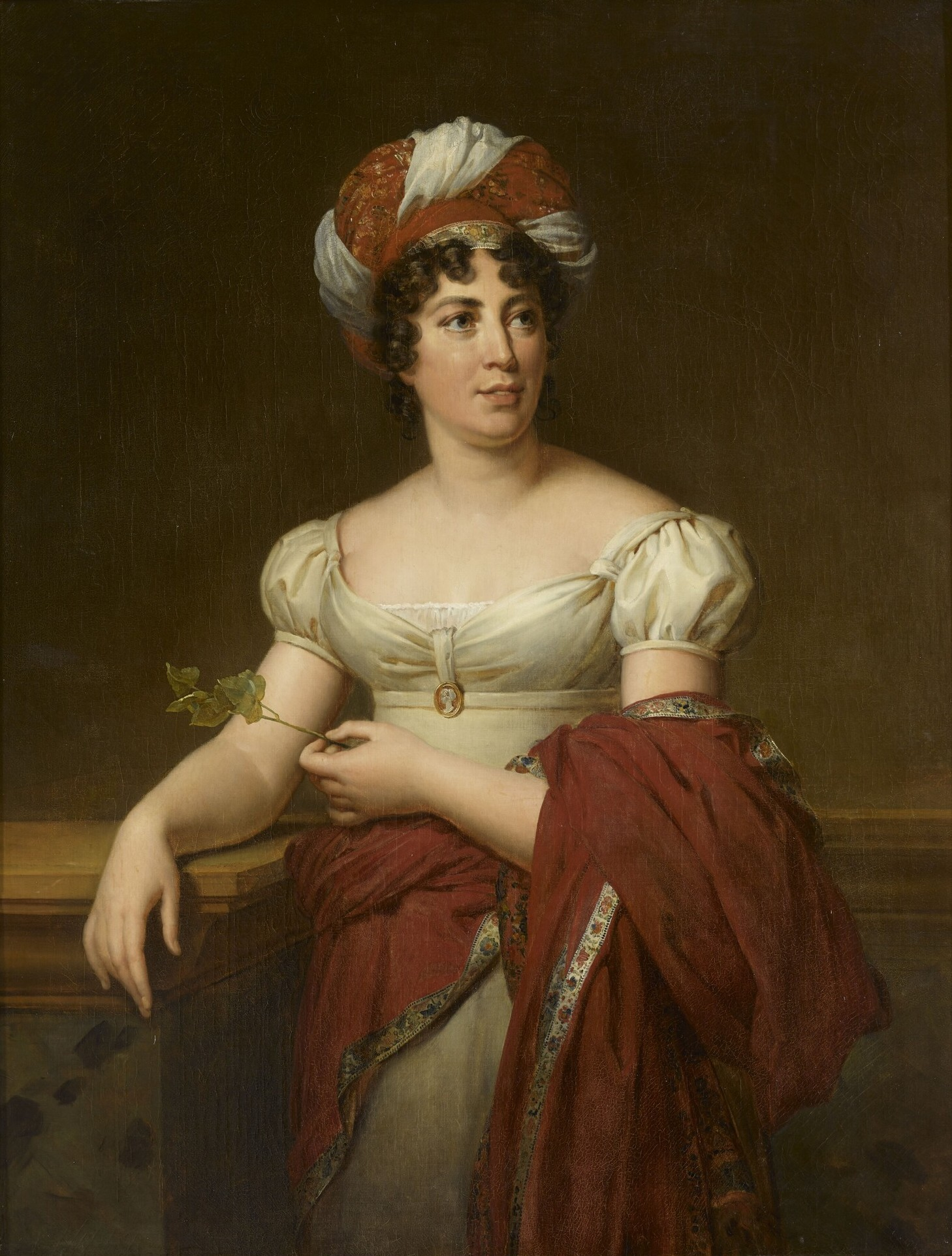
Germaine de Staël
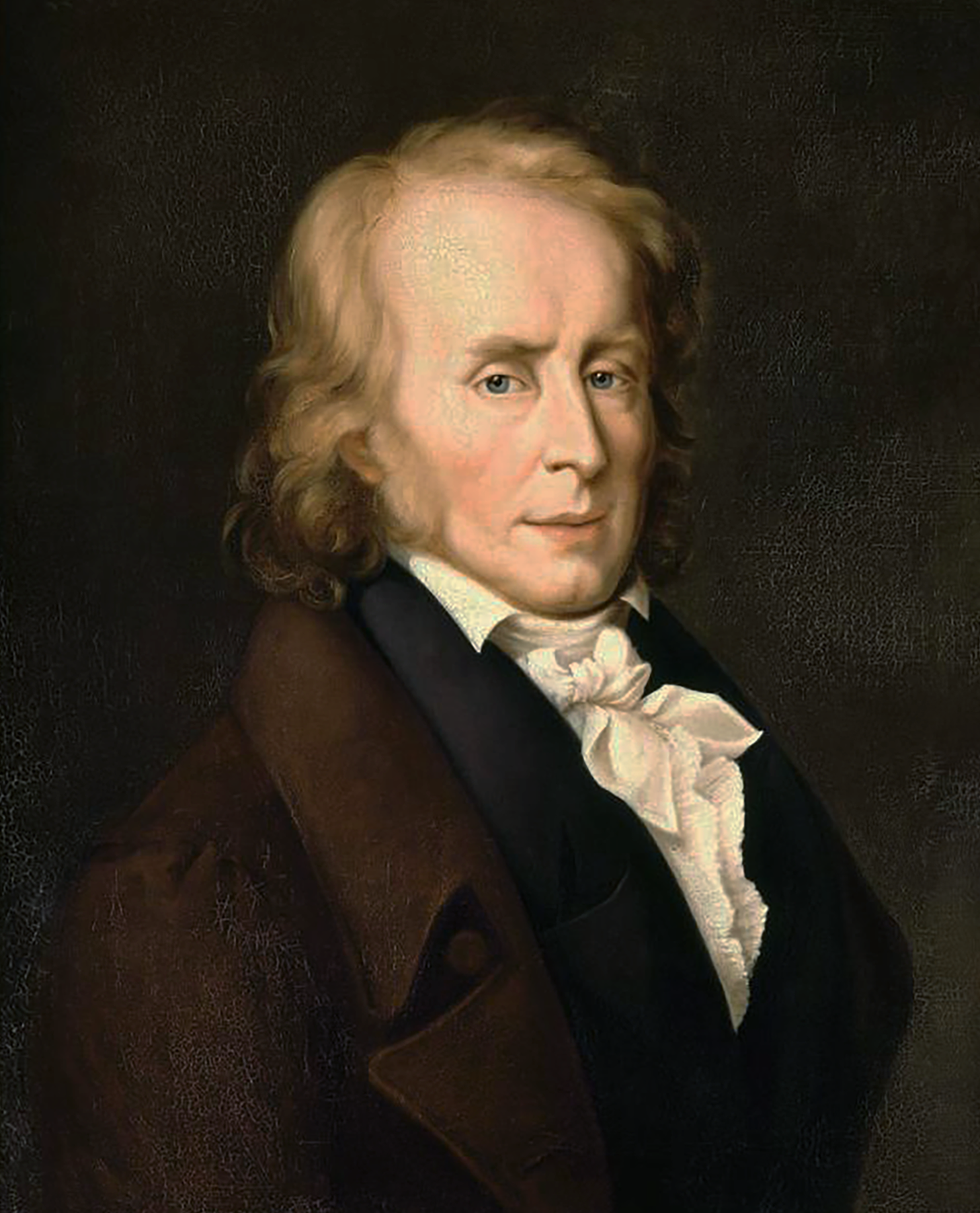
Benjamin Constant

#### DuXIXesiècleau milieuXXesiècle
La situation politique durant la Restauration puis la Régénération (1813 à 1832) est peu propice au développement culturel, les forces conservatrices et les différences cantonales étant fortes notamment à Fribourg, Neuchâtel, en Valais ainsi que dans l'ancien évêché de Bâle devenu bernois. À Genève, Rodolphe Töpffer, romancier et nouvelliste, crée vers 1830 ce qui s'appellera la bande dessinée et Henri-Frédéric Amiel publie Du mouvement littéraire dans la Suisse romane et de son avenir (1849), une thèse où il propose un programme pour distinguer la littérature romande de la française. Pour le canton de Vaud, Juste Olivier est un poète qui se distingue comme historien (Le Canton de Vaud (1837) et Le Major Davel (1842)) et Alexandre Vinet est un grand critique littéraire et théologien.

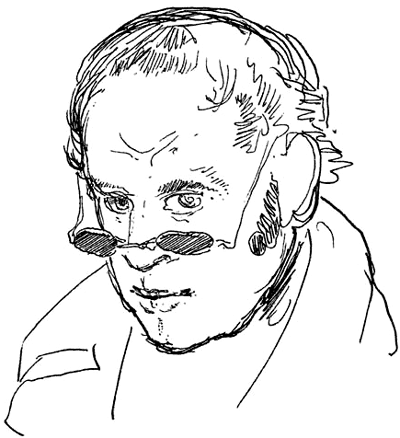
Rodolphe Töpffer
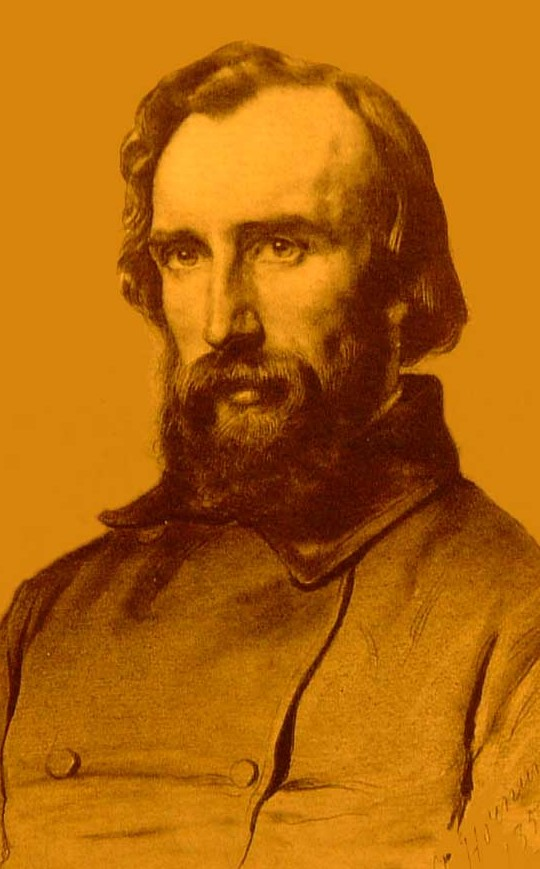
Henri-Frédéric Amiel

Dans la seconde moitié du XIXe siècle, de nouvelles maisons d'édition permettent une certaine autonomie, soutenue aussi par le rôle des revues littéraires (Bibliothèque universelle et La Semaine littéraire). Eugène Rambert, collaborateur à la Bibliothèque universelle consacre une grande partie de ses publications à la littérature romande. Édouard Rod choisit l'exil parisien. Il est l'auteur de nombreuses études critiques, il déclare « qu'il n'y a pas plus de littérature romande que de marine suisse ». Cette déclaration, en 1906, s'inscrit dans le débat identitaire qui oppose les écrivains qui se veulent latins (Alexandre et Charles-Albert Cingria) et ceux qui prônent comme fondement de l'identité romande une littérature nationale avec un apport de culture germanique et l'influence du protestantisme  (Gonzague de Reynold et Robert de Traz). Charles-Ferdinand Ramuz (1878 - 1947) adopte un point de vue cantonal, il recherche un style qui puisse exprimer l'essence du Pays vaudois et refuse l'idée d'une culture suisse. Animateur des Cahiers vaudois, il y publie le manifeste Raison d'être (1914). Gonzague de Reynold, quant à lui, cherche à définir l'esprit suisse. Pour Guy de Pourtalès, avec son roman La Pêche miraculeuse (1937), la Suisse est au carrefour des cultures française et allemande. Marcel Rouff, écrivain genevois installé à Paris, chante quant à lui les beautés et les agréments du Jura suisse et français, de la campagne genevoise et de la France voisine, en particulier dans son roman chef-d’œuvre Dodin-Bouffant. Plusieurs de ses romans, notamment Un coq survint, évoquent la nature du canton de Neuchâtel.
D'autres écrivains suisses en quête d'identité sont nomades, sous le signe de l'aventure : Charles-Albert Cingria, Blaise Cendrars, Ella Maillart, Lorenzo Pestelli, et Nicolas Bouvier (1929-1998).
Enfin, Joseph Yerly (1896-1961) a collationné toute une littérature en patois.

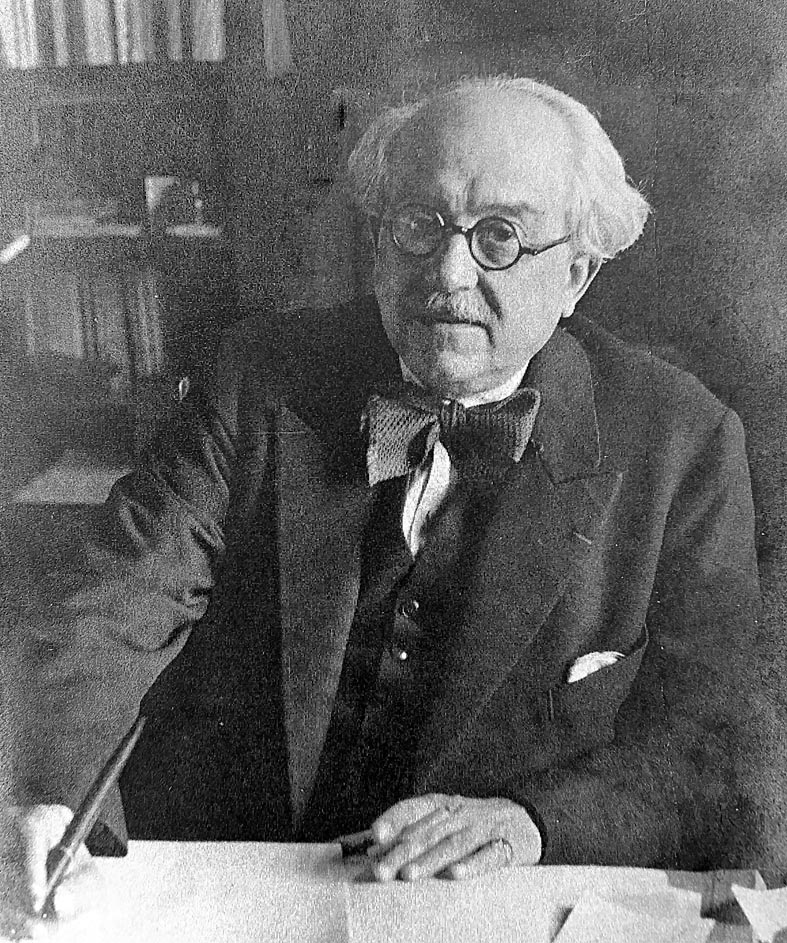
Marcel Rouff
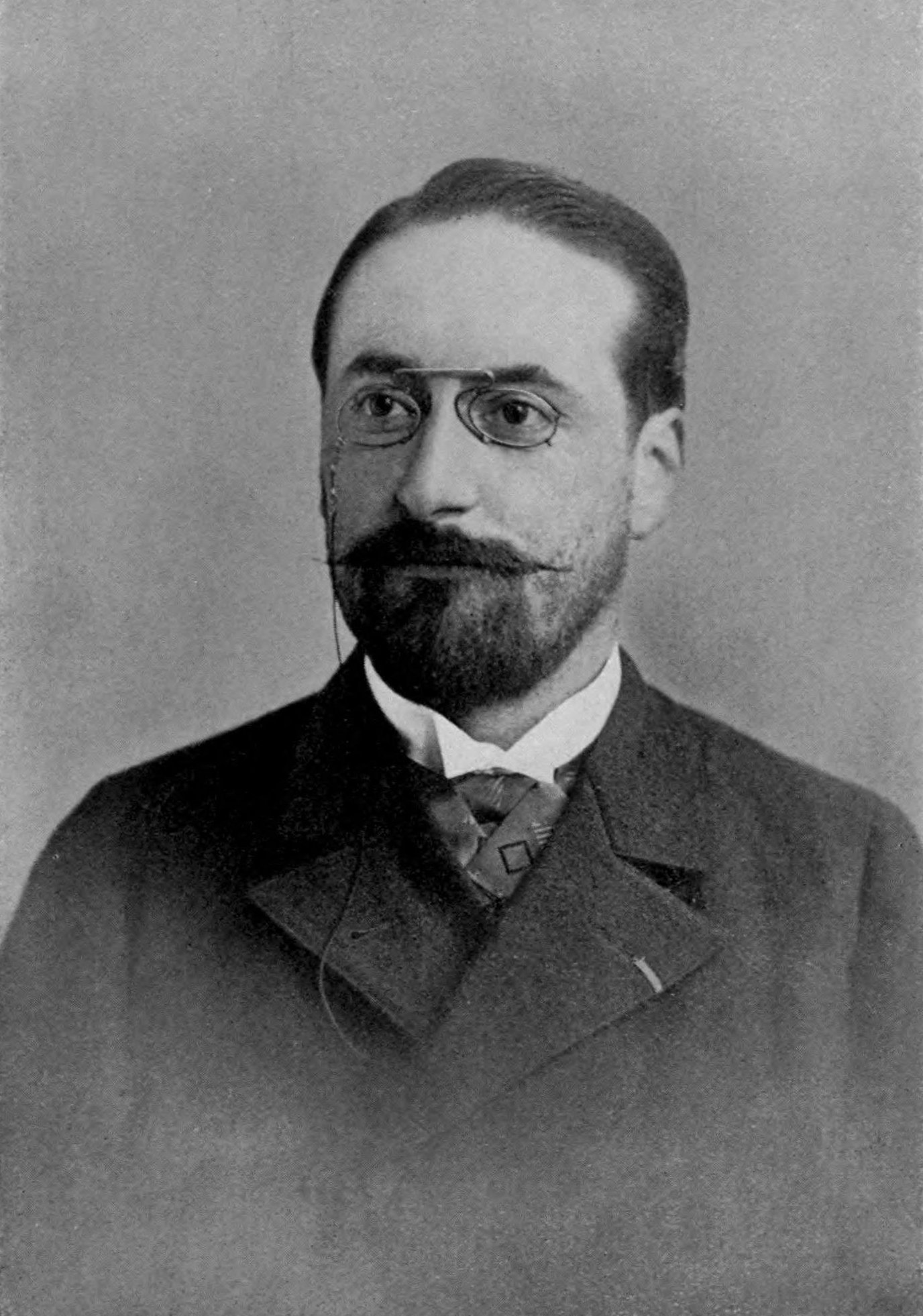
Édouard Rod
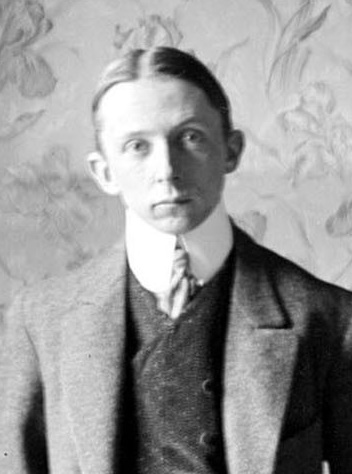
Gonzague de Reynold
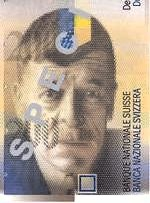
Charles Ferdinand Ramuz
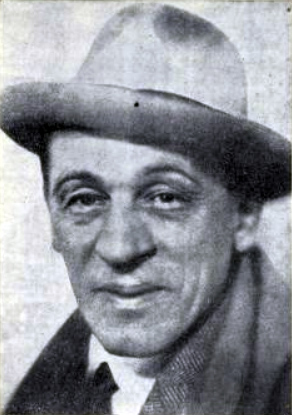
Blaise Cendrars
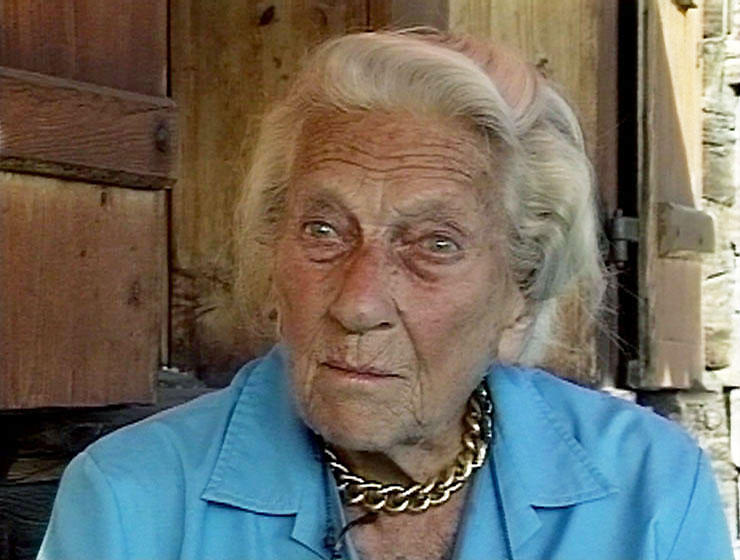
Ella Maillart

#### De la seconde moitié duXXesiècleà nos jours
Cette période est marquée, notamment, par une grande vitalité de la poésie, de l'essai et de la critique littéraire, ainsi qu’une intense vie théâtrale. Pierre-Louis Matthey (1893-1970), Edmond-Henri Crisinel (1897-1948) et Gustave Roud (1897-1976) créent une poésie originale. Gustave Roud est exemplaire pour la génération suivante : Maurice Chappaz (1916-2009), décrit les Valaisans et Jacques Chessex (1934-2009) est un des écrivains les plus remarquables, ayant joué un rôle important en Suisse romande. Il reçut le Prix Goncourt en 1973 pour son roman L'Ogre. La poésie de l'écrivain jurassien Alexandre Voisard a servi de détonateur dans la "question jurassienne" : son Ode au pays qui ne veut pas mourir a été reprise par une foule de 50 000 personnes dans les années 1960. Sa poésie est aujourd'hui marquée par un lyrisme de la nature. Jean-Pierre Vallotton (* 1955), quant à lui, explore les territoires du rêve et de l'inconscient : poésie, humour, érotisme et fantastique caractérisent son œuvre singulière et attachante. À ces poètes baroques, on peut opposer Philippe Jaccottet (1925-2021) dont la poésie est empreinte à la fois de simplicité et de mystère, ou encore Ferenc Rákóczy (* 1967), qui aborde le sentiment de terreur lié à la prise de conscience de la destruction de la planète, amenant à un véritable engagement poétique dans les voies de l'écologie.

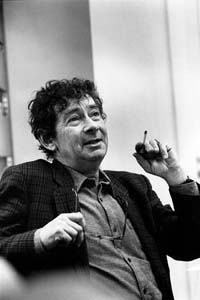
Nicolas Bouvier
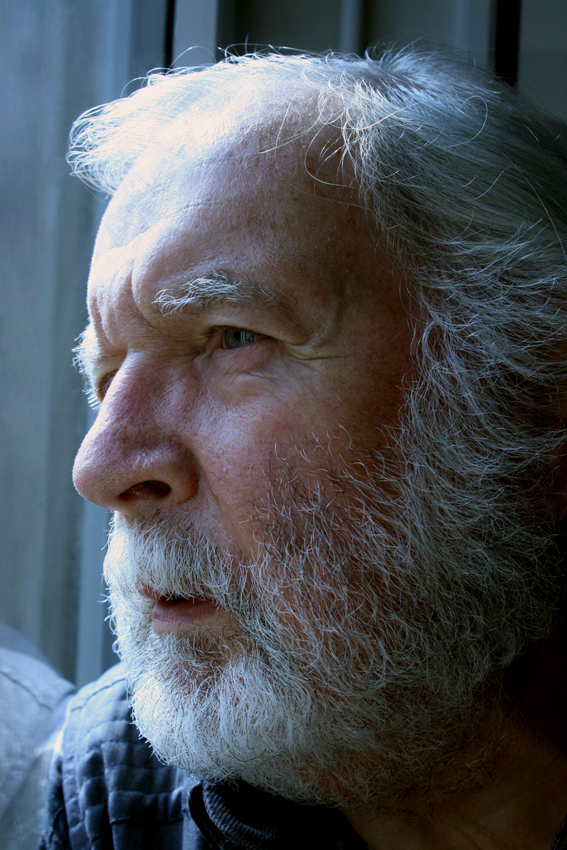
Jacques Chessex
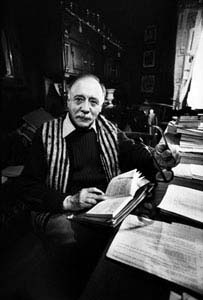
Maurice Chappaz

Dans le domaine du roman, Maurice Zermatten est dans la continuité de Ramuz. En revanche, les romancières apportent un renouveau là où le travail sur l'écriture prime sur le contenu narratif : Monique Saint-Hélier, Catherine Colomb, Alice Rivaz et S. Corinna Bille. Yvette Z'Graggen écrit des autobiographies et remet en question les mythes suisses. Monique Laederach et Anne-Lise Grobéty contribuent à leur tour à l'expression de la condition féminine et de la quête de l'identité personnelle.
Denis de Rougemont (1906–1985), avec Journal d'Allemagne (1938) analyse les causes de la montée du nazisme en Allemagne. Il fonde en 1940 la Ligue du Gothard, un groupe de résistance suisse aux fascismes européens victorieux et rédige son Manifeste. Avec ses plaidoyers en faveur de l'Europe des régions et pour un fédéralisme européen, il s'inscrit dans une tradition qui remonte au Groupe de Coppet. Après la guerre, il crée en 1950 à Genève le Centre européen de la culture pour promouvoir la culture, l'éducation et la citoyenneté européennes. Il écrit encore Les Mythes de l'Amour (1972).
Albert Cohen, diplomate et écrivain naturalisé genevois, est l'auteur d'une tétralogie romanesque dont une grande part se passe en Suisse et se rattache à la littérature romande.

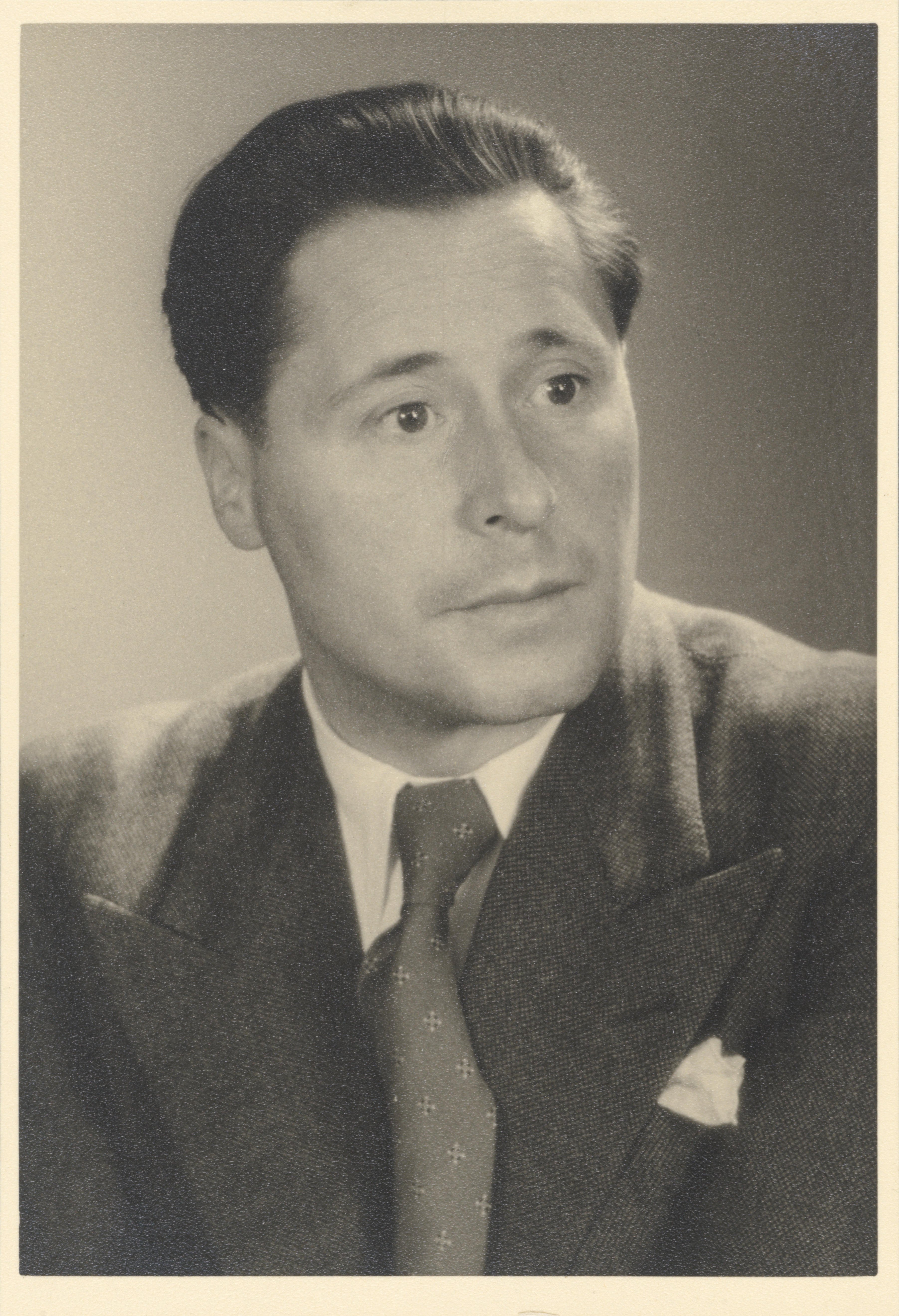
Maurice Zermatten
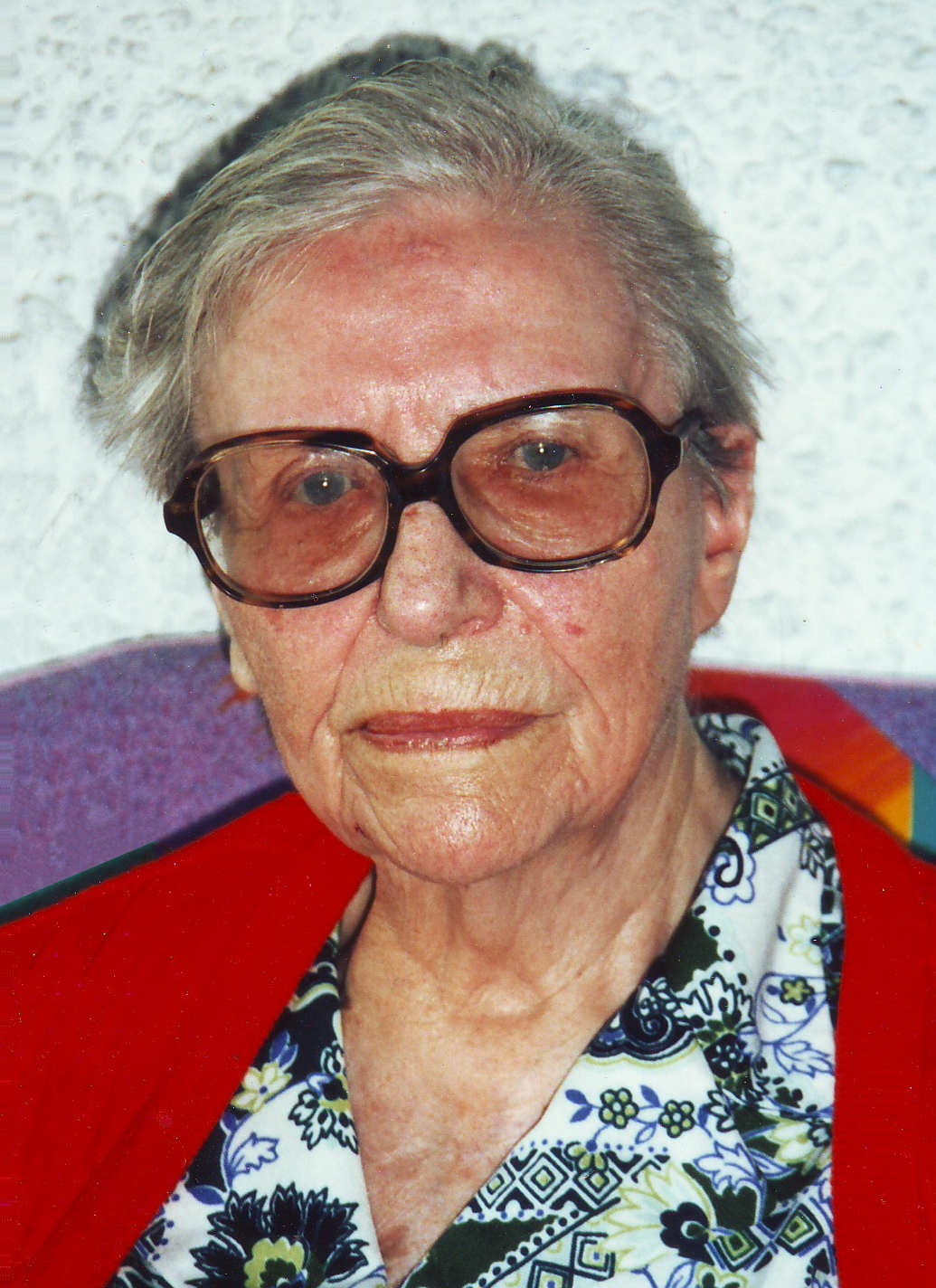
Alice Rivaz
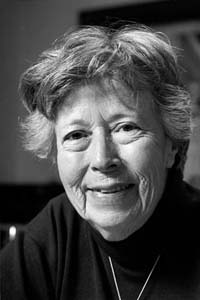
Yvette Z'Graggen
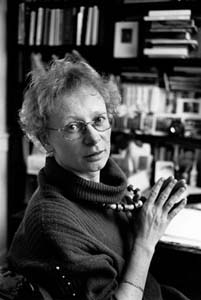
Anne-Lise Grobéty
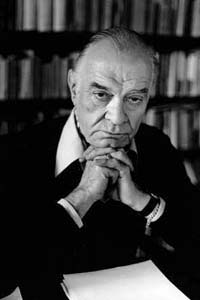
Denis de Rougemont

Une sélection d'autres écrivains : Paule d'Arx, Jacques Aeschlimann (1908-1975), Raphaël Aubert, Étienne Barilier, Hélène Bezençon, Georges Borgeaud (1914-1998), Anne Cuneo (1936-2015), Jean Cuttat (1916-1992), Claude Delarue (1944-2011), François Debluë, Suzanne Deriex, Corinne Desarzens, Joël Dicker, Michel Diserens, Sylviane Dupuis, Pierre-Laurent Ellenberger, Jean-François Haas, Markus Hediger, Alice Heinzelmann, Blaise Hofmann, Yves Laplace, Michel Layaz, Jean-Marc Lovay, Catherine Lovey, Jérôme Meizoz, Georges Piroué, Marius Daniel Popescu, Noëlle Revaz, Antonio Rodriguez, Jacques Roman, Jean Roudaut, Daniel de Roulet,Catherine Safonoff, Thomas Sandoz, Anne-Marie Simond, Elisa Shua Dusapin, Laurence Boissier (1965-2022), Jean-Luc Benoziglio (1941-2013). 
Depuis 2012, le Collectif AJAR intervient.

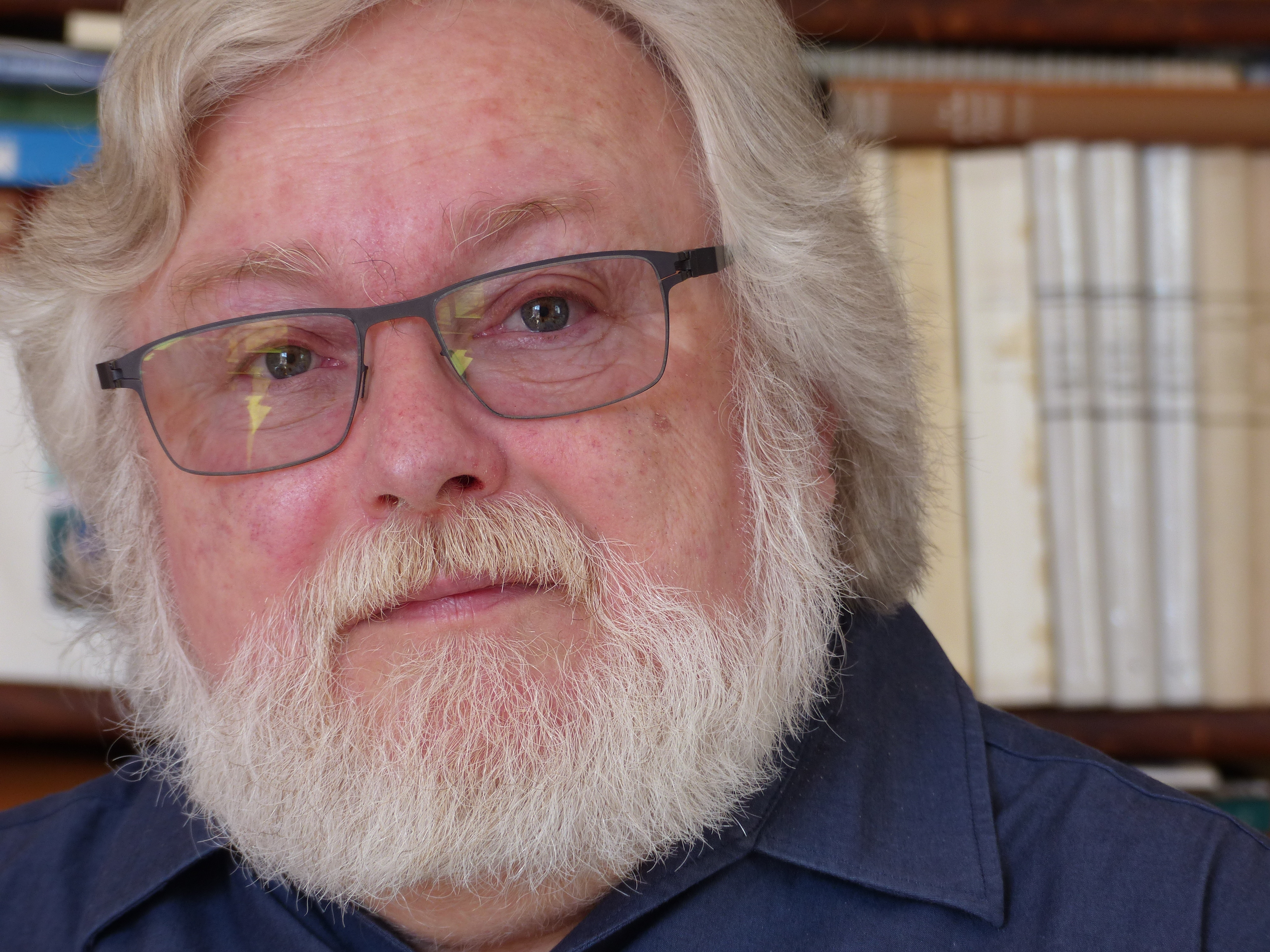
Jean-François Haas
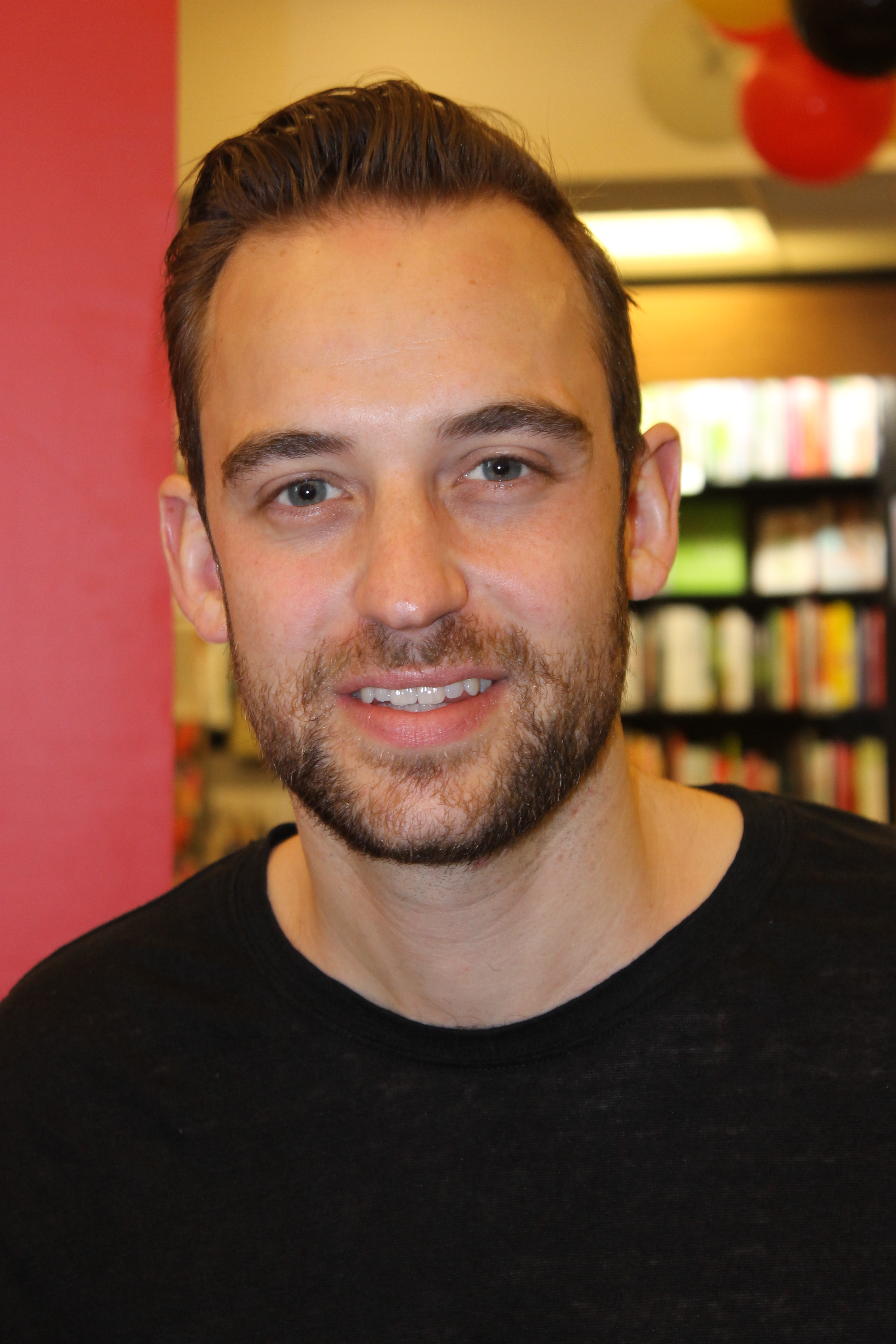
Joël Dicker
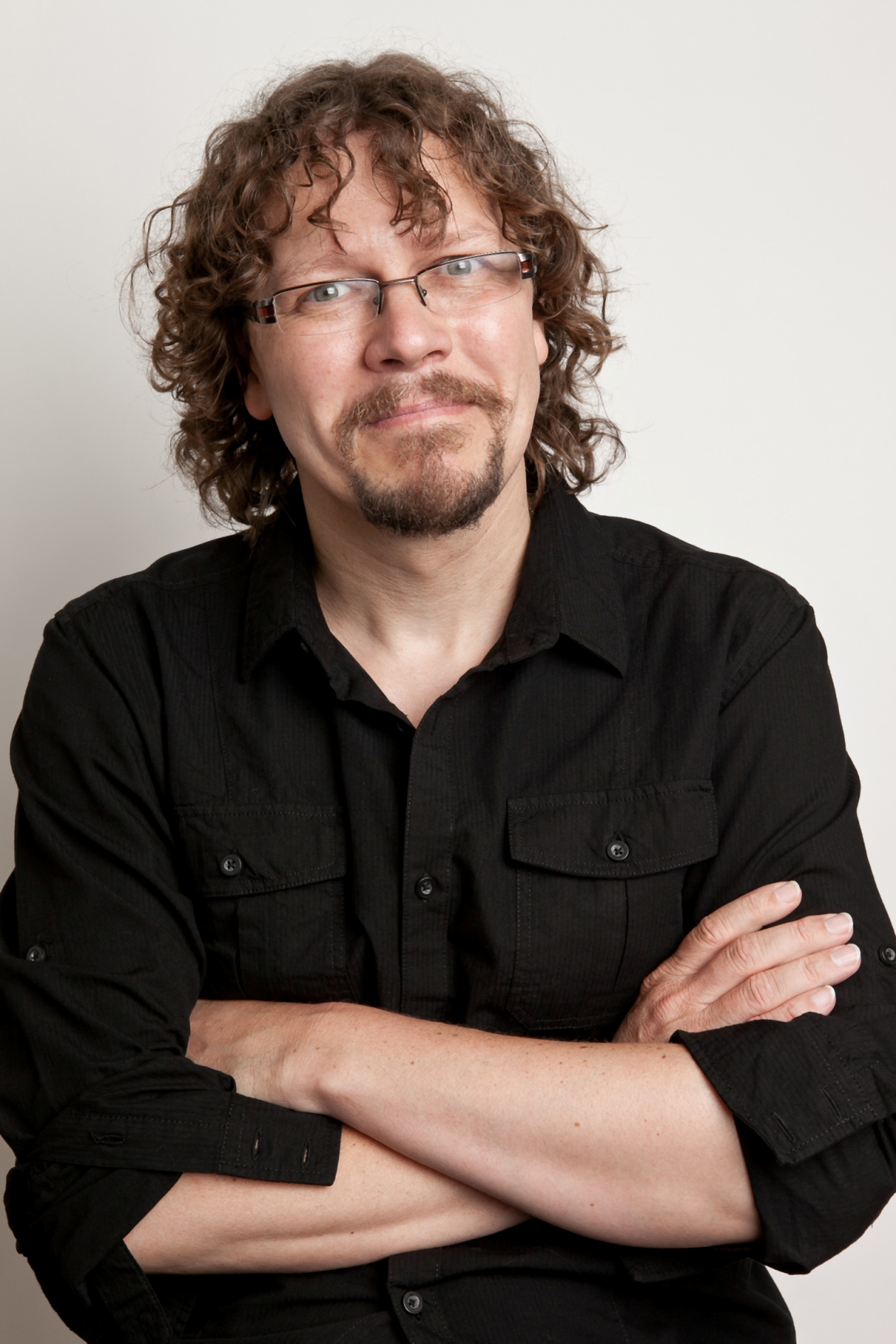
Thomas Sandoz

### Littérature de la Suisse italienne
La littérature de Suisse italienne (Tessin et quelques vallées des Grisons) est orientée vers la culture de l'Italie. La littérature des écrivains suisses italophones est une expression régionale de la littérature italienne avec, parfois, une composante helvétique. Cette région fut d'abord bailliages italiens sujets de Confédérés ou sujets des Trois Ligues dès le XVe siècle, puis membre à part entière de la confédération à partir de 1803.

#### Des origines à la fin duXVIIIesiècle
Au XVIe siècle, Francesco Ciceri (1521 - 1596) de Lugano étudie des manuscrits d'auteurs comme Euripide alors que Martino Bovollino (1497 - 1531), de Mesocco, est le premier poète grison de langue italienne. Au XVIIe siècle, on peut citer Paganino Gaudenzi (1595 – 1649) et Giacomo Genora (1656 – 1731) mais la production littéraire est peu abondante. Au XVIIIe siècle, Diego Girolamo Maderni (1725 ? – 1761) écrit des poésies religieuses et Francesco Soave (1743 – 1806) des nouvelles, des œuvres philosophiques ainsi que des traductions. La traduction est une activité importante de cette région : Gian Menico Cetti (1780 - 1817) est le premier traducteur de textes russes dans une langue occidentale. Il est connu aussi pour ses traductions de Daniel Zschokke. Les maisons d'édition, existant dans la région dès le XVIe siècle, sont importantes : deux sont implantées à Poschiavo : l'imprimerie Landolfi créée en 1547 a joué un rôle dans la diffusion d'écrits protestants en Italie du nord et l'imprimerie Ambrosioni publie, en 1782, la première traduction en italien du Werther de Goethe. L'imprimerie Agnelli de Lugano, active entre 1746 et 1799, contribue à la diffusion en Italie des idées du siècle des Lumières, des milieux antijésuites et de la Révolution française.

#### DuXIXesiècleà nos jours
Le nouvel État fédéral de 1848 reconnaissant l'italien comme langue nationale, le besoin d'affirmation de l'identité culturelle italienne augmente. Les lumières lombardes sont un pôle d'attraction culturel et les suisses italophones suivent avec intérêt le Risorgimento en Italie (mouvement pour l'unité italienne).
Ainsi, les préoccupations dominantes sont à caractère politique, administratif ou social ; en politique ce sont les œuvres de Stefano Franscini et Vincenzo Dalberti ; en sciences naturelles celles de Luigi Lavizzari et Silvio Calloni ; sur l’histoire : Pietro Perri, Angelo Baroffio et Emilio Motta ; en linguistique : Carlo Salvioni ; sur la religion : Giocondo Storni et Giambattista Torricelli. Le Grison Giovanni Luzzi est connu pour son travail de traduction et de commentaire de la Bible et Giovanni Andrea Scartazzini est un spécialiste de Dante .
Pour la première moitié du XXe siècle, deux auteurs de proses dominent : Francesco Chiesa (1871–1973), le poète qui influença le plus la vie culturelle et politique du canton et Giuseppe Zoppi (1896-1952). Après la publication, en 1944, d'un recueil de Zoppi survient une rupture avec le passé qu’illustrent les premières poésies de Giorgio Orelli (1921-2013), les premières proses de Felice Filippini (1917– 1988) et les romans de Giovanni Bonalumi (1920 – 2002). Bonalumi écrit aussi des récits en partie autobiographiques comme Gli ostaggi (1954).
Alors que Giorgio Orelli est le poète de référence en Suisse italienne, Fabio Pusterla (* 1957) est considéré aujourd'hui comme l'un des meilleurs poètes de langue italienne. Depuis Chiesa, ces auteurs du XXe siècle ont publié en Italie chez de grands éditeurs attestant de leur audience suprarégionale. Au niveau national, certaines de leurs œuvres ont été traduites en français ou allemand.
Une sélection d'autres écrivains : Giovanni Orelli (1928-2016), Pietro De Marchi, Pierre Lepori, Anna Felder (1937-), Anna Ruchat (1959-), Plinio Martini, Aurelio Buletti, Federico Hindermann (1921-2012), Antonio Rossi (poète), Gilberto Isella, Alberto Nessi (1940-), Dubravko Pusek, Luca Brunoni (1982-).

Giuseppe Zoppi
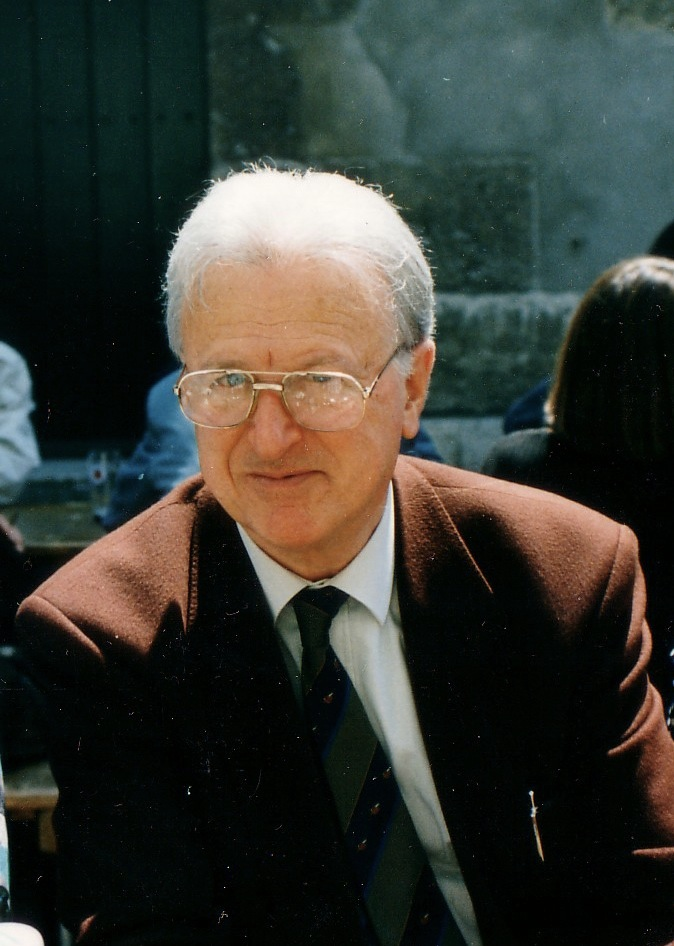
Giorgio Orelli
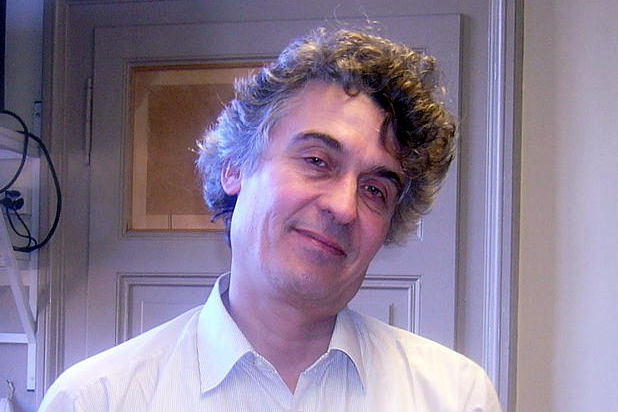
Fabio Pusterla
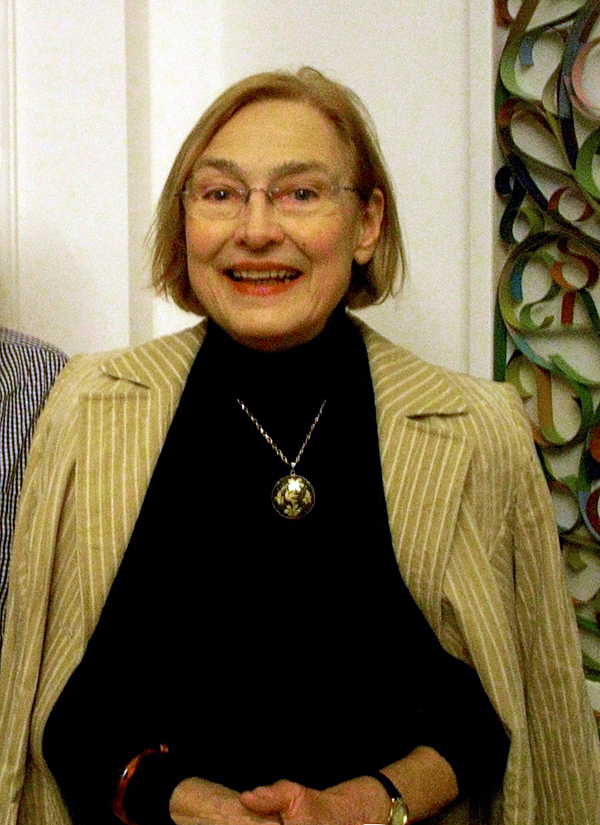
Anna Felder
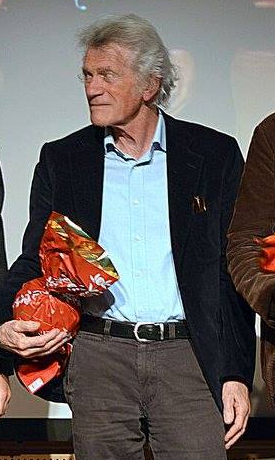
Alberto Nessi
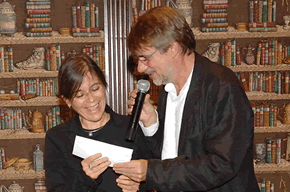
Anna Ruchat

### Littérature romanche

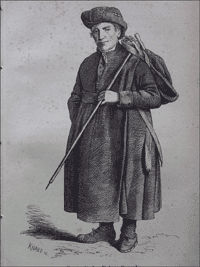
Placidus a Spescha (1752–1833)

- Littérature rhéto-romanche (de), langues rhéto-romanes, romanche grison

Le romanche, au contraire du français, de l'allemand et de l'italien, ne fait pas partie d'un ensemble linguistique plus grand. En outre, il existe cinq idiomes distincts de cette langue romane répartis dans les différentes vallées des Grisons qui tiennent à leur autonomie linguistique. Ceci a empêché la formation d'un pôle littéraire commun, malgré la tentative avec le « Rumantsch Grischun » créé en 1982 par la Ligue romanche comme langue standard ou langue de compromis.

#### Des origines à la fin duXVIIIesiècle
Aux origines, on trouve des contes, légendes et chansons transmises oralement, tels que la canzun da Santa Margriata ou Trais compagn con trais barettas cotschnas. Mais le premier texte est La Chanzun da la guerra dalg Chiasté d'Müs (la chanson de la guerre de Musso, 1527), par Johann Travers (1483 - 1563) de Zuoz. Avec la Réforme et la nécessité de communiquer dans les langues locales apparaissent, dans la seconde moitié du XVIe siècle, les traductions de la Bible (Jachiam Bifrun), des catéchismes et des recueils de cantiques. Au XVIIe siècle, on trouve encore des ouvrages religieux mais on traduit aussi du latin ou de l'allemand les statuts de juridictions et les coutumes villageoises.
Au Siècle des Lumières, on doit une grammaire allemande-romanche (1820), et un dictionnaire romanche-allemand et allemand-romanche (1823–1828) à Mattli Conrad (1745–1832) ainsi qu'un psautier et des manuels scolaires. Le père Placidus a Spescha (1752 – 1833) lance l'idée d'une nation rhéto-romanche et d'une langue unifiée (le rhéto-romanche qui sera créé vers 1982).

#### DuXIXesiècleà nos jours
Entre les années 1840 et 1850, les écoles passent sous le contrôle de l'État. Les manuels sont traduits de l'allemand puis, vers la fin du XIXe siècle on utilise les manuels directement écrits en romanche sursilvan par Gion Antoni Bühler et Giachen Caspar Muoth. La demande de textes littéraires originaux grandit. On trouve à la fois des immigrés, surtout dans la seconde moitié du XIXe siècle, comme Conradin Flugi, et aussi des auteurs qui sont nés ou qui ont vécu à l'étranger, comme Clementina Gilli. Le thème de l'émigration et le mal du pays est présent comme dans les nouvelles de Gion Antoni Bühler ou les poèmes de Peider Lansel. Avec l'essor des partis politiques, de nombreux journaux sont fondés à l'aube du XXe siècle. Ils servent aux débats d'idées. Les poètes y publient des textes, tel le Ni Italiani, ni Tudais-chs, Rumantschs vulain restar (Ni Italiens, ni Allemands, nous voulons rester Romanches) de Peider Lansel publié entre 1913 et 1917 pour répondre à l'irrédentisme italien. La production littéraire augmente et l'on parle, vers 1900, d'une renaissance rhéto-romanche. Jusqu'en 1950, la littérature reste attachée aux valeurs paysannes, aux traditions populaires et à la défense de la langue.
Après 1950 se développe l'édition qui ouvre le champ de diffusion des œuvres. Grâce au soutien de la Confédération, des œuvres romanches sont traduites dans d'autres langues nationales et certains auteurs connaissent un succès national. La littérature s'ouvre au monde et explore de nouveaux thèmes. La radio et télévision sollicitent également les auteurs. Il existe des opéras en romanche. Les thèmes traditionnels perdent du terrain.
Si le Rumantsch Grischun est rarement utilisé comme langue littéraire, on peut  toutefois mentionner Fieu e flomma (1993) de Flurin Spescha (1958-2000) ou Fortunat Kauer (1998) de Linard Bardill (* 1956) ; en revanche, cette langue unifiée s'impose au début du XXIe siècle pour les textes techniques ou spécialisés. Parmi les jeunes auteurs du XXIe siècle certains écrivent aussi en allemand, le romanche étant une des formes d'expression.

## Auteurs
- Liste d'écrivains suisses par ordre alphabétique et par langue
- Écrivains suisses par siècle/genre/langue/canton...
- Autrices et auteurs de Suisse (2002-), Groupe d'Olten (1970-2002)
- Association vaudoise des écrivains
- Dramaturges suisses, Anneau Hans-Reinhart
- Liste d'écrivains en langues rhéto-romanes (de)

## Œuvres
- Essai : Essais suisses
- Poésie : Poèmes suisses
- Roman : Romans suisses
- Théâtre : Pièces de théâtre suisses
- Liste d'adaptations d'œuvres littéraires suisses

## Institutions
- Bibliothèques en Suisse, dont Bibliothèque nationale suisse et Le Livre suisse (annuel) et Archives littéraires suisses
- Bibliothèque nationale suisse (1895,  Berne)
- Service de presse suisse, Feux croisés, Viceversa Littérature
- Archives littéraires suisses (ALS, Berne, 1991)
- Fondation Martin Bodmer
- Critiques littéraires suisses
- Festivals littéraires en Suisse
- Maisons d'édition en Suisse
- Revues suisses, Revues littéraires en Suisse, Viceversa Littérature
- Messager boiteux (divers almanachs)

### Prix littéraires en Suisse
- Prix suisses de littérature, Prix suisses de théâtre
- Prix Charles-Veillon (1947-1974, décerné à un roman en allemand, italien et français)
- Prix européen de l'essai Charles-Veillon
- Prix Michel-Dentan
- Prix Bibliomedia
- Prix culturel vaudois Littérature de la Fondation vaudoise pour la culture
- Prix des écrivains vaudois
- Prix Ahmadou-Kourouma
- Prix des lecteurs de la Ville de Lausanne
- Prix Rambert
- Grand prix C.F. Ramuz
- Prix Édouard-Rod
- Prix Schiller
- Prix Lipp Suisse
- Prix Suisse-Canada
- Prix de poésie Pierrette-Micheloud
- Prix des poètes suisses de langue française
- Prix Gottfried-Keller